# Dominic Thiem
Dominic Thiem (Wiener Neustadt, 3 de septiembre de 1993) es un extenista austriaco. Su mejor posición en el ranking fue n.º 3 conseguida el 2 de marzo de 2020, mientras que en dobles alcanzó el puesto n.º 86 el 3 de octubre de 2016.
En 2020 logró ganar su primer Grand Slam en el Abierto de EE.UU tras remontar 2 sets a Alexander Zverev en la final. Adicionalmente, ha logrado llegar a dos finales del Torneo de Roland Garros (2018 y 2019), perdiendo ante Rafael Nadal en ambas ocasiones, y a una final del Abierto de Australia (2020) perdiendo ante Novak Djokovic, más una cuarta ronda en Wimbledon 2017; asimismo, ha llegado a la final del ATP Finals en 2019 y en 2020, y a tres finales de Masters 1000, ganando la final de Indian Wells 2019, proclamándose vencedor frente a Roger Federer y alzando así el primer Masters 1000 de su carrera.
Se destacan sus victorias sobre Roger Federer en el Masters de Roma 2016, Stuttgart 2016, Masters de Indian Wells 2019, Masters de Madrid 2019 y ATP Finals 2019 (con un balance a favor de Thiem sobre Federer de 5 juegos ganados sobre 7 enfrentamientos); Rafael Nadal en Buenos Aires 2016, los Masters de Roma 2017, Madrid 2018 y el Torneo Conde de Godó 2019 todas sobre tierra batida, Abierto de Australia 2020 y ATP Finals 2020. Sobre Novak Djokovic en Roland Garros 2017, Masters de Montecarlo 2018, Roland Garros 2019 y ATP Finals 2019.

## Carrera

### Júnior
Thiem llegó a clasificarse como n.º 2 en el ranking mundial ITF Júnior combinado el 3 de enero de 2011. Su mayor éxito fue llegar a la final de Roland Garros en la categoría júnior, que perdió con el americano Bjorn Fratangelo por 6–3, 3–6, 6–8. Thiem completó su carrera juvenil al ganar sus últimos tres torneos en individuales, que culminó con el título del prestigioso torneo Orange Bowl tras vencer a su compatriota Patrick Ofner en Florida, Estados Unidos. Terminó su carrera júnior con un récord de 115-33 en individuales y 49-32 en dobles.

### 2011 - 2013: Inicios como profesional
2011

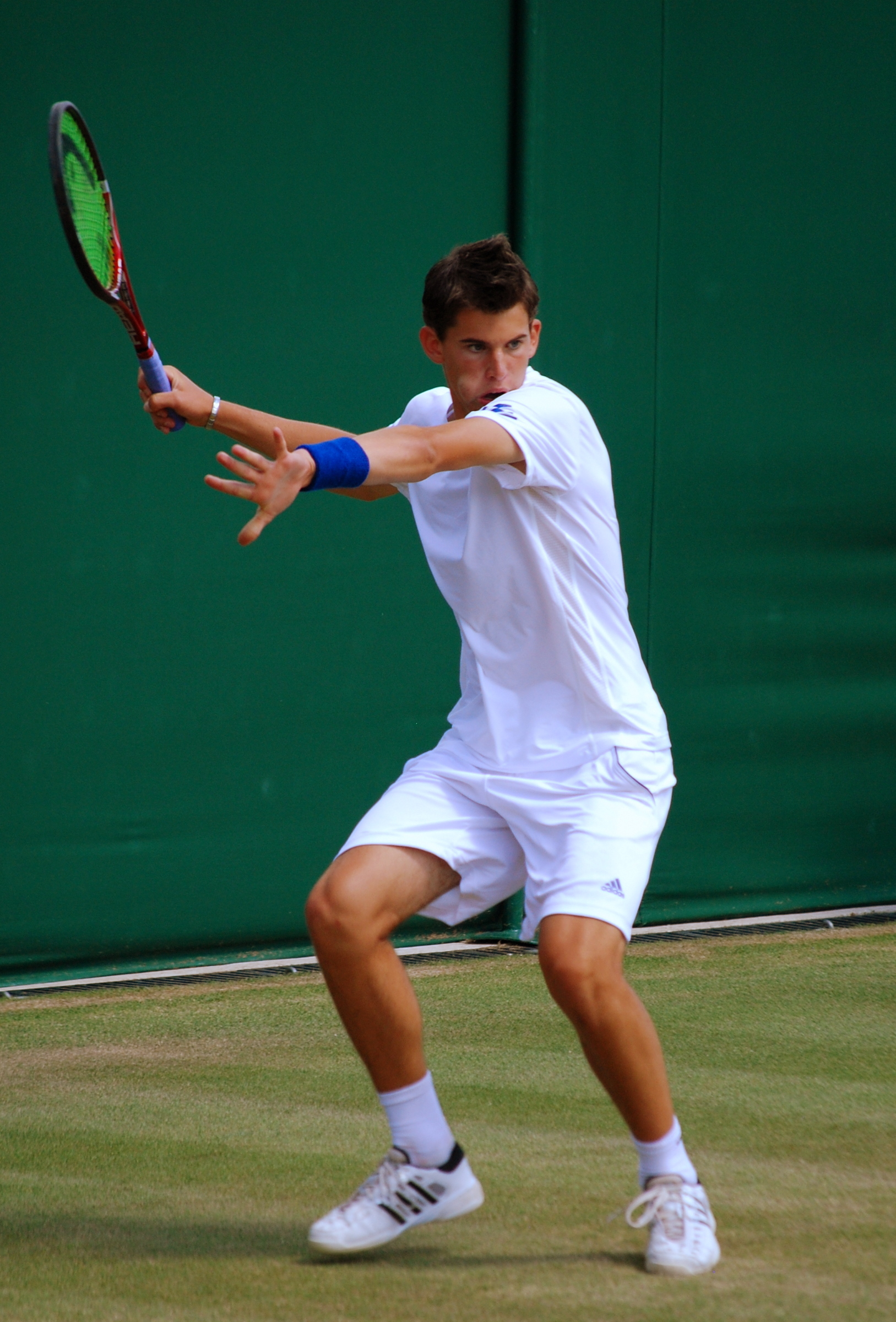
Thiem en 2011

Recibió una wildcard para jugar el ATP 250 de Kitzbühel en su natal Austria, y en su primer partido como profesional con solo 16 años, enfrentó al español Daniel Gimeno perdiendo por 4-6, 2-6 en primera ronda. Después recibió otra wildcard, esta vez para jugar el ATP 250 de Bangkok en Tailandia perdiendo en primera ronda ante el experimentado finlandés Jarkko Nieminen por 6-1, 4-6 y 7-5 en un gran partido del austríaco. Después recibió otra invitación para jugar el ATP 250 de Viena en su natal Austria, en primera ronda enfrentó al veterano local excampeón de Grand Slam, ex n.º 1 del mundo y también invitado Thomas Muster, el mejor tenista de la historia de Austria, quien jugó el último partido de su carrera desde su regreso al circuito 10 años después de su primer retiro, Thiem "retiró" al ídolo local por un claro 6-2 y 6-3 ganando su primer partido ATP con solo 17 años. En segunda ronda perdió con el jugador belga Steve Darcis por 2-6, 2-6.
2012
Quedó 1-2 en partidos de ATP World Tour (su mejor resultado fue en el Torneo de Viena; ganó a Lukáš Lacko y perdió con Marinko Matosevic). En Futures logró 34-15, con tres títulos en cuatro finales, el primero en República Checa y los dos siguientes en Marruecos, todos en tierra batida.
2013
El n.º 3 austríaco (tras el n.º 27 Jürgen Melzer y el n.º 114 Andreas Haider-Maurer) terminó en el Top 125 por primera vez (el más joven), destacado por llegar a sus primeros cuartos de final en casa, en el Torneo de Kitzbühel (perdió ante Albert Montañés por 6-4 y 6-3), y a cuartos de final en Viena perdiendo ante el francés y número 8 del mundo Jo-Wilfried Tsonga por un luchado 4-6, 6-3 y 7-6(3). Su mejor victoria fue contra el n.º 34 ATP, su compatriota Jürgen Melzer en Kitzbühel por 7-5 y 6-3. Completó unos registros ATP de 2-1 en dura, 2-1 en arcilla y logró el mayor premio en metálico de su carrera hasta entonces, 69 453 $. Además, en este año comienza a ganar títulos de la categoría ATP Challenger Series. En septiembre gana el Challenger de Kenitra, derrotando en la final al ruso Teymuraz Gabashvili. Más tarde, en el mes de noviembre y otra vez en tierras marroquíes, se hace con el Challenger de Casablanca derrotando en la final al italiano Potito Starace. Marcó un registro de 24-4 en Futures con 2 títulos en 5 finales. En este año la gente y tenistas ya se vislumbraban de que llegaba una joven promesa del tenis para el futuro.

### 2014: Primera final ATP y top 40

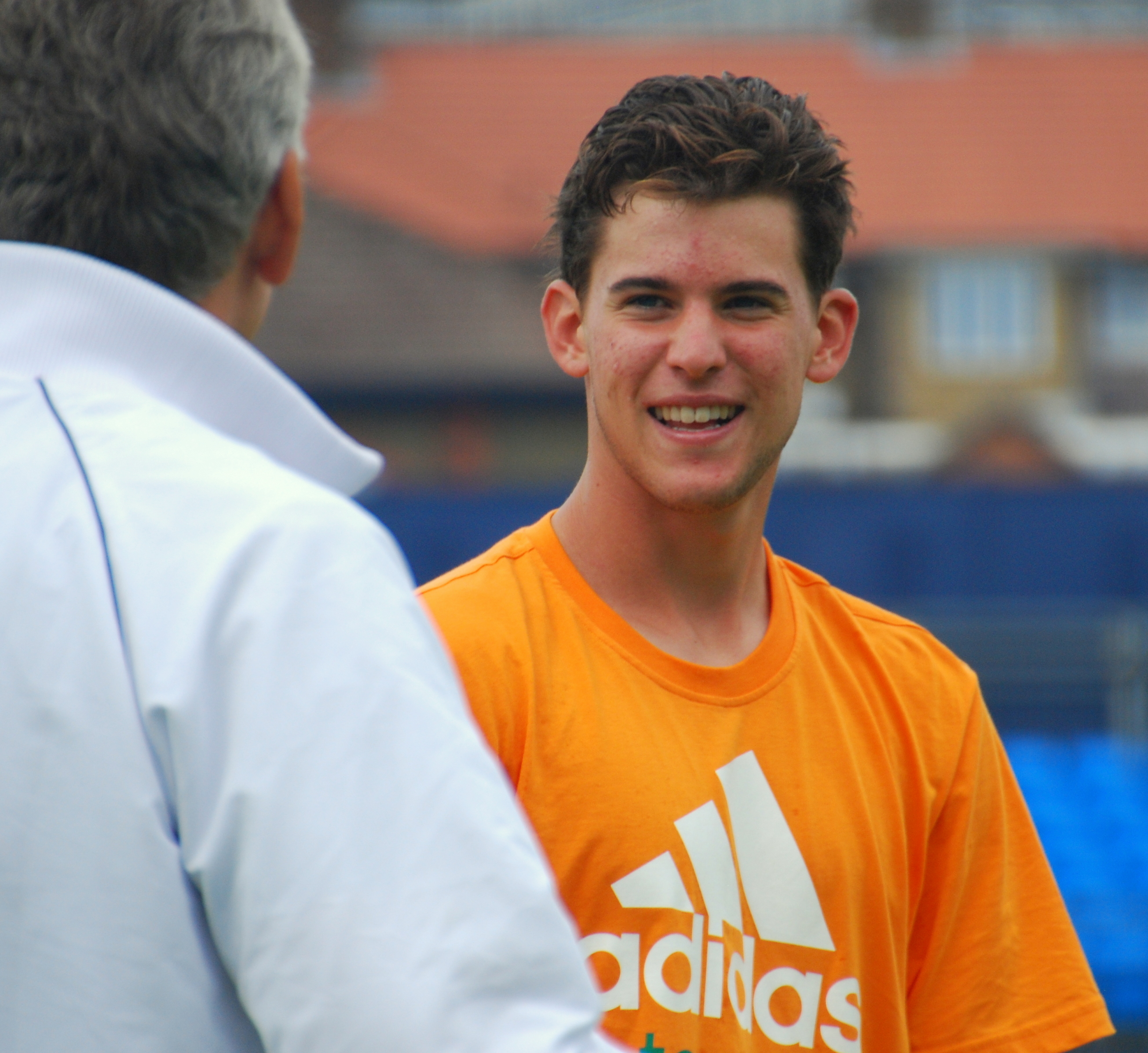
Thiem en 2014.

A principios de año, clasificó para el Torneo de Doha (perdiendo ante Peter Gojowczyk en primera ronda), en el primer Grand Slam de su carrera: el Abierto de Australia, venció en primera ronda, siendo esta su primera victoria en un cuadro principal en Grand Slam, luego en segunda ronda perdió ante Kevin Anderson en sets corridos. En el Torneo de Rótterdam (su primera participación en un ATP 500) venció en primera ronda a Jarkko Nieminen, perdiendo ante Andy Murray en tres sets en la segunda ronda; por lo que entró en el Top 100 por primera vez en el puesto 99 el 17 de febrero.
Luego, en el mes de marzo clasificó tanto para el Masters de Indian Wells como para el de Miami. En su primer Masters 1000 (Indian Wells) consiguió llegar hasta la tercera ronda tras ganar a Daniel Kosakowski y Gilles Simon (n.º 23 y ex n.º 6 del mundo) en las primeras rondas en dos sets. Caería ante Julien Benneteau por 6-7(3) y 4-6 en dicha ronda. En Miami ganó a Lukáš Rosol en primera ronda por 7-6(6) y 6-4, cayendo en segunda ante Tommy Robredo por un apretado 4-6 y 6-7(8).
Luego comenzó su gira de tierra batida europea, recibiendo una wild-card para el Masters de Montecarlo, perdiendo en primera ronda ante el francés Nicolas Mahut por 4-6, 6-3 y 6-2. A la semana siguiente, paso las dos rondas clasificatorias para entrar al cuadro principal del Torneo Conde de Godó. En primera ronda venció al veterano checo, Radek Štěpánek, por 6-4 y 6-4. En la segunda ronda, venció al local Marcel Granollers por 3-6, 6-3 y 6-2, antes de perder contra el colombiano Santiago Giraldo en tercera ronda por un apretado 6-4, 4-6 y 5-7. En el Masters 1000 de Madrid nuevamente superó la clasificación por séptima vez en 2014 para entrar al cuadro principal, ahí derrotó al ruso Dmitri Tursúnov por 6-4 y 6-2 en primera ronda, y en segunda ronda daría el batacazo del torneo y logrando el mejor triunfo de su carrera en ese entonces al batir al número 3 del mundo y campeón vigente del Masters de Montecarlo, Stanislas Wawrinka por 1-6, 6-2 y 6-4, en su primera victoria frente a un jugador Top 10, clasificándose para octavos de final, que finalmente no disputaría al tener que retirarse del torneo por comer un alimento en mal estado.
Comenzó su campaña en Roland Garros venciendo al local Paul-Henri Mathieu por 6-4, 7-6(3) y 6-2 en primera ronda. En la segunda ronda se enfrentó al número 1 del mundo y al campeón defensor Rafael Nadal, siendo derrotado en sets corridos por un aplastante 6-2, 6-2 y 6-3.
En el Torneo de Queen's perdió en la primera ronda contra David Goffin sobre el césped londinense. Sufrió una segunda derrota consecutiva en primera ronda sobre césped siendo derrotado por el australiano Luke Saville en Wimbledon en cuatro sets.
Después de Wimbledon, Thiem jugó el Torneo de Hamburgo sobre tierra batida. En primera ronda derrotó a Jiří Veselý en sets corridos y en segunda ronda al octavo cabeza de serie Marcel Granollers en tres sets, antes de ser eliminado por Leonardo Mayer en la tercera ronda en dos sets. Fue cabeza de serie por primera vez en un torneo ATP en el ATP 250 de Gstaad, como octavo cabeza de serie, perdió en la primera ronda contra el will-card Viktor Troicki por 6-7(4), 4-6.
En agosto, jugó el Torneo de Kitzbühel en su país natal como quinto cabeza de serie. En las primeras dos rondas derrotó a Joao Souza y Jiří Veselý. En los cuartos de final derrotó al campeón defensor y segundo cabeza de serie, Marcel Granollers por 6-4 y 7-5. En semifinales venció al argentino Juan Mónaco por un claro 6-3 y 6-1 para alcanzar su primera final ATP con solo 20 años. En la final cayó ante David Goffin por 4-6, 6-1 y 6-3.
Thiem es considerado un tenista a tener en cuenta durante los próximos años, capaz de alcanzar el top 10 del ranking. Sus cualidades son juego agresivo y preciso desde el fondo y su revés que tiene una leve comparación con el suizo Stan Wawrinka, mientras que su derecha, muy levantada, lo hace sentir muy cómodo sobre tierra batida.
En el primer US Open de su carrera en 2014, Thiem alcanzó la cuarta ronda por primera vez en Grand Slam después de dos derrotas en los Masters de Toronto y Cincinnati. En primera ronda derrotó al eslovaco Lukáš Lacko por 6-3, 6-3 y 6-2. En segunda ronda derrotó al 11.º cabeza de serie y letón Ernests Gulbis por 4-6, 3-6, 6-4, 6-3 y 6-3, remontando una desventaja de 2 sets a 0 abajo. En tercera derrotó al 19.º cabeza de serie y español Feliciano López por 6-4, 6-2 y 6-3, antes de perder contra el 6.º cabeza de serie Tomáš Berdych en cuarta ronda por 6-1, 6-2 y 6-4.
Al final de la temporada 2014, Thiem completó cuatro semanas de servicio nacional obligatorio con el ejército austríaco.

### 2015: Tres títulos ATP

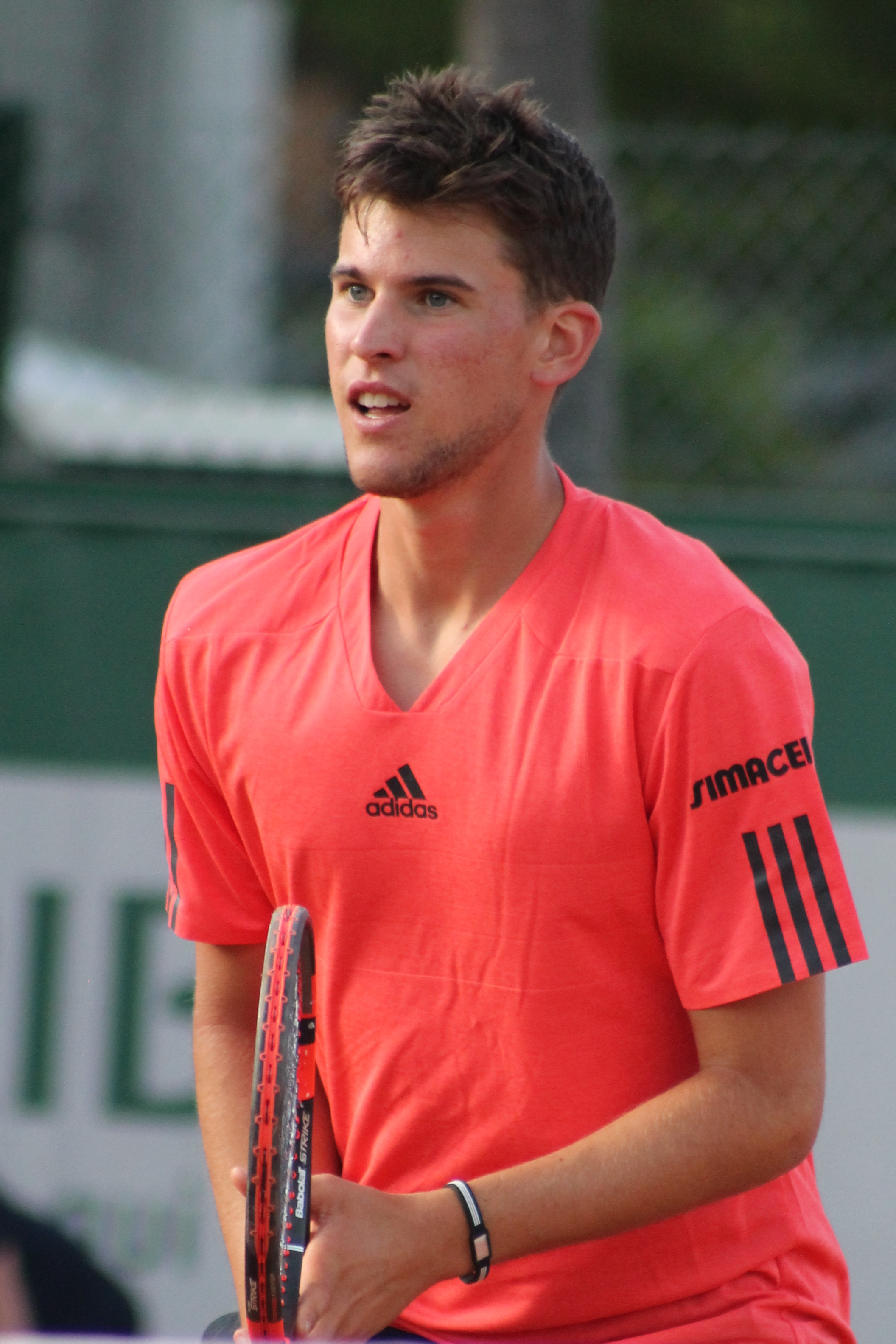
Dominic Thiem en Roland Garros 2015.

Thiem cayó en la primera ronda del Abierto de Australia ante Roberto Bautista. En Róterdam derrotó a Ernests Gulbis en la primera ronda y después cayó contra Sergui Stajovski. La semana siguiente venció a David Goffin en el Torneo de Marsella para alcanzar los cuartos de final, donde perdió nuevamente ante Bautista. La semana siguiente perdió ante el español en Dubái.
En el Masters 1000 de Miami, se clasifica por primera vez en los cuartos de final de un Masters 1000 después de derrotar en la primera ronda a Diego Schwartzman en dos sets, al cabeza de serie número 10 Feliciano López por 7-6(4), 4-6 y 6-3 en la segunda ronda, luego a Jack Sock por 6-4, 6-3 y en octavos de final al francés Adrian Mannarino cabeza de serie número 28, en un electrizante partido ganando por 7-6(5), 4-6 y 7-5. En cuartos de final perdió sin demérito contra Andy Murray 6-3, 4-6, 1-6 tras ir liderando 4-1 en el segundo set.
En el Masters de Roma superó a Simone Bolelli y Gilles Simon en sets corridos, tras lo cual perdió en tercera ronda ante Stanislas Wawrinka por un luchado 7-6(3) y 6-4. A fines de mayo, ganó su primer torneo ATP de su carrera en Niza tras vencer a Víctor Estrella y Nick Kyrgios. En cuartos de final batió al letón Ernests Gulbis por un claro 6-2, 6-4 y en semifinales al cabeza de serie número 2 John Isner por 7-6(5) y 6-3. Y en la final venció al argentino Leonardo Mayer por un ajustadísimo 6-7(8), 7-5 y 7-6(2) para alzarse con su primer título ATP 250.
A la semana siguiente de su primer trofeo, disputó Roland Garros, el austriaco se clasificó para la segunda ronda eliminando al británico Aljaž Bedene por 6-3, 6-4, 6-7(6) y 6-3. Perdió en la segunda ronda como el año pasado, en un maratoniano partido de 4 sets ante el uruguayo Pablo Cuevas por 6-7(7), 5-7, 7-6(5) y 5-7.

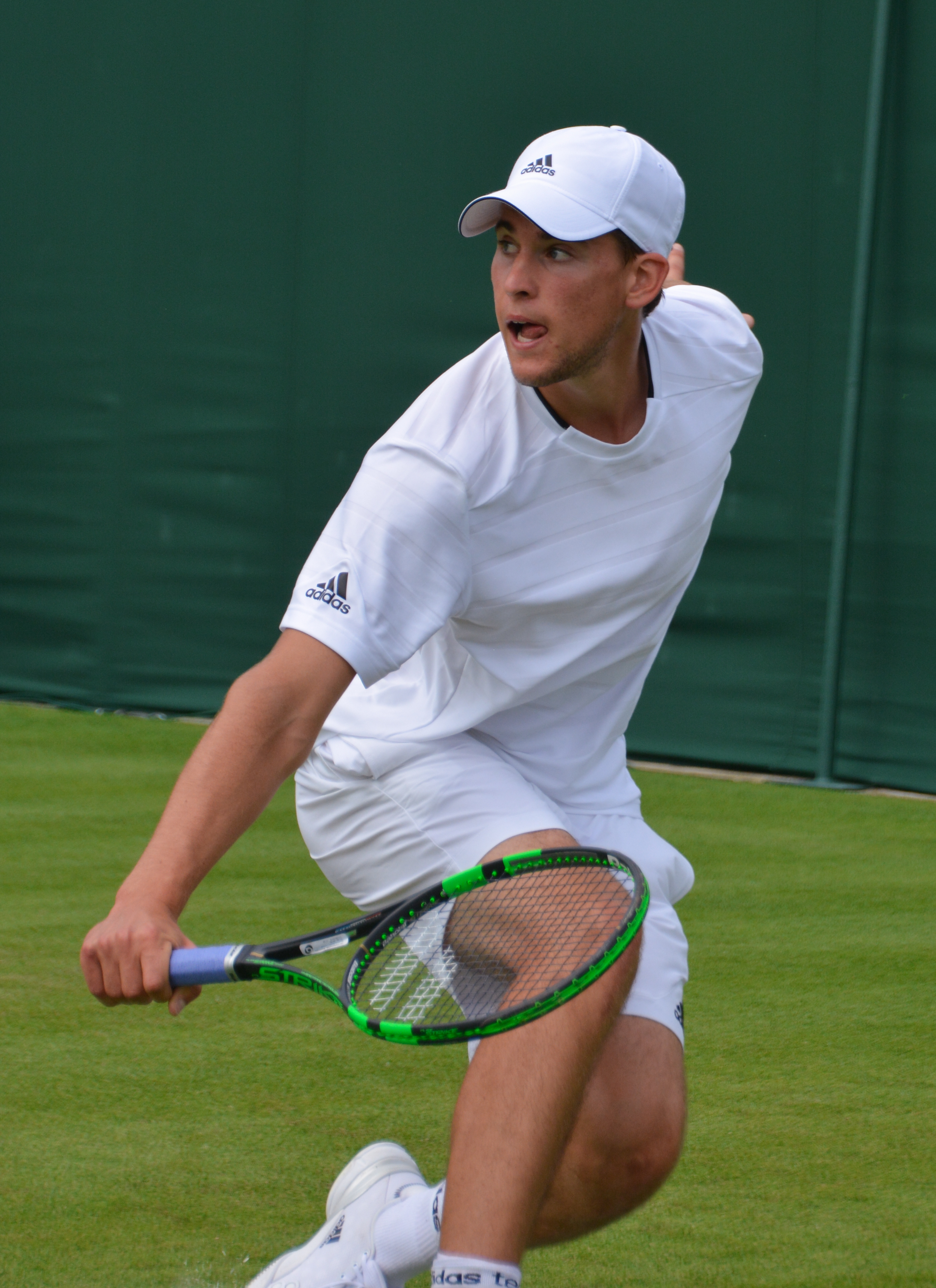
Thiem durante la gira de césped.

Comenzó su temporada de césped con una derrota contra Mischa Zverev por 7-6(4) y 6-2 en Stuttgart, confirmando que esta no es su mejor superficie. Algo parecido pasó en Halle, donde perdió en primera ronda contra el japonés Kei Nishikori por 7-6(4) y 7-5 y solo pasó una ronda en Nottingham, venció cómodamente a Malek Jaziri logrando su primera victoria en césped de 2015, antes de ser eliminado por Alexandr Dolgopolov por 6-3 y 6-3. Su último torneo de césped fue en Wimbledon, como el cabeza de serie número 32, siendo la primera vez que es cabeza de serie en un Grand Slam. Derrotó al israelí Dudi Sela en cuatro sets, logrando su primera victoria en Wimbledon. En la segunda ronda perdió contra el español Fernando Verdasco por 7-5, 4-6, 7-5, 3-6, 4-6.
En julio, comenzó de nuevo una mini gira sobre tierra batida y ganó su segundo torneo ATP en Umag en Croacia, como cuarto cabeza de serie. En la segunda ronda venció a Dušan Lajović y después a su compatriota Andreas Haider-Maurer, en semifinales derrotó al cabeza de serie n.º 1 Gaël Monfils por 1-6, 6-3 y 6-1. En la final, muestra su mejor nivel y derrota al portugués João Sousa por 6-4 y 6-1 en solo una hora de juego. Así se convierte en el quinto jugador nacido en la década de 1990 en ganar más de un título en el circuito ATP. La semana siguiente, ganó su tercer título ATP en Gstaad al derrotar en la final al principal cabeza de serie David Goffin por 7-5 y 6-2 ganando torneos consecutivos por primera vez, quien lo había vencido hace un año en su primera final ATP en Austria, tras haber batido sucesivamente a Federico Delbonis, Pablo Carreño y Feliciano López en las semifinales. Tras esto jugó por tercera semana consecutiva en Kitzbühel en su natal Austria donde defendía final y fue primera cabeza de serie por primera vez en un torneo ATP, llegó hasta las semifinales donde fue derrotado por el alemán Philipp Kohlschreiber por un resultado de 6-0, 7-6(6), terminando con su racha ganadora de 10 partidos. Tras estos excelentes resultados subió varios puestos en la clasificación llegando al 18.º lugar, su mejor ranking en ese momento y por primera vez pisaba el Top 20.
Sin embargo, Thiem no logró seguir con los buenos resultados durante la gira norteamericana en canchas duras en agosto tras caer en primera ronda en el Masters de Montreal contra el letón Ernests Gulbis por 6-3, 6-7(8) y 1-6. A la semana siguiente pierde nuevamente en la primera ronda del Masters de Cincinnati contra Martin Kližan por 6-7(5), 6-3, 6-7(4). En el US Open, pasó sus dos primeras rondas sin problemas contra Daniel Gimeno-Traver y Denis Istomin. En la tercera ronda, se enfrentó al cabeza de serie n.º 15, Kevin Anderson y perdió por 3-6, 6-7(3) y 6-7(3).
Después de su fracaso en los Estados Unidos, viaja hacia Rusia, donde juega por primera vez el Torneo de San Petersburgo. Venció a su compatriota Andreas Haider-Maurer y al uzbeko Denis Istomin en sets corridos para alcanzar las semifinales cayendo contra el portugués João Sousa por 4-6 y 6-7(5).
Su Gira Asiática es muy similar a la del año anterior.  Perdió en la primera ronda de su primer torneo en Pekín (estuvo en el torneo de Tokio en 2014) contra el cañonero estadounidense John Isner por 5-7 y 1-6. Al igual que en 2014, pasó la primera ronda en el Masters de Shanghái tras vencer a Lu Yen-hsun antes de perder en la segunda ronda, contra Feliciano López por 7-6(4), 6-7(6) y 3-6.

### 2016: Llegada a la lista de los diez primeros, primera semifinal en Grand Slam y 6 finales ATP

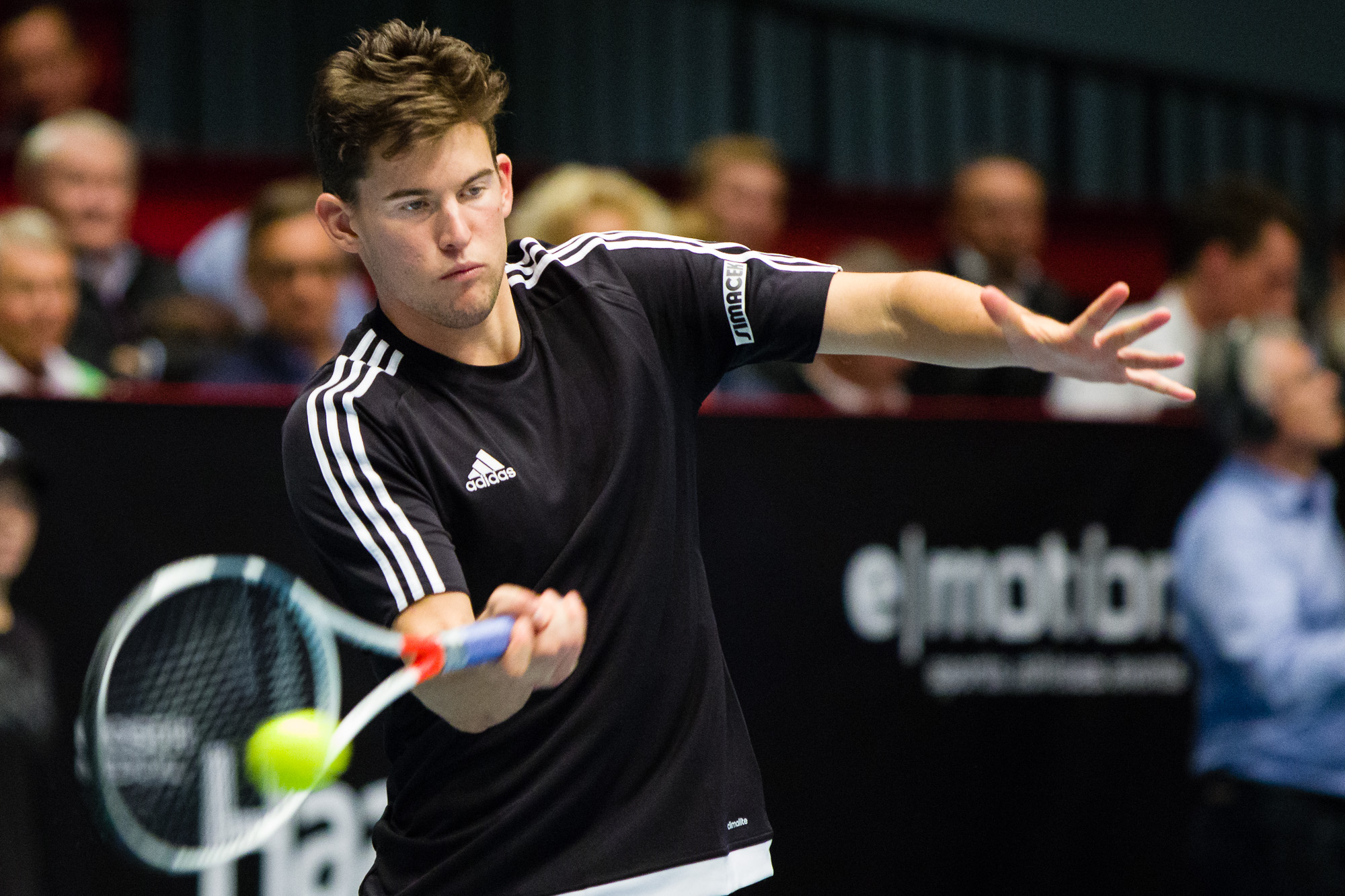
Thiem en 2016.

Comienza su año en el Torneo de Brisbane alcanzando las semifinales tras derrotar a James Duckworth y Denis Kudla y en cuartos derrotó al tercer preclasificado Marin Čilić por 2-6, 7-6(4) y 6-4. Pero perdió ante el campeón defensor Roger Federer en dos sets por un claro 6-1 y 6-4. Luego jugó el Torneo de Sídney donde fue segundo cabeza de serie y por ende jugó desde la segunda ronda donde se enfrentó a Gilles Müller y se retiró por una ampolla en el pie derecha cuando caía por 7-6 y 2-2.
Después en el Abierto de Australia comenzó venciendo a Leonardo Mayer en la primera ronda por 6-2, 7-6(6), 4-6 y 7-6(7), en la segunda ronda derrotó más fácilmente a Nicolás Almagro por 6-3, 6-1 y 6-3 pero fue derrotado por el belga David Goffin en la tercera ronda por 6-1, 3-6, 7-6(2) y 7-5.
En febrero juega la gira sudamericana de tierra batida comenzando con el ATP 250 de Buenos Aires, llega a semifinales tras vencer a Pablo Carreño, Gastão Elias (salvando un punto de partido) en tres sets y a Dušan Lajović en sets corridos por los cuartos de final, en el penúltimo partido previo a la final del torneo se midió al campeón defensor Rafael Nadal, a quien derrotó en un final del suspenso, habiendo salvado un punto de partido y ganándolo por 6-4, 4-6 y 7-6(4) en casi tres horas y por lo tanto logra una gran victoria. Se enfrenta en la final a Nicolás Almagro, al que vence en 3 mangas apretadas para ganar el cuarto título en su carrera por 7-6(2), 3-6 y 7-6(4) en un poco más de dos horas y media de juego. A la semana siguiente, jugó el ATP 500 de Río de Janeiro llega hasta semifinales tras vencer a Pablo Andújar por 6-3, 6-4, a Diego Schwartzman por 7-5, 7-5 y en un excelente partido al 6 del mundo David Ferrer por 6-3 y 6-2. Finalmente caería frente ante el 71 del mundo Guido Pella por 6-1 y 6-4 acusando la fatiga de los partidos acumulados entre Buenos Aires y Río de Janeiro. Debido a estos buenos resultados, Thiem subió unos cuantos puestos en el ranking alcanzó el lugar 15 el 22 de febrero de 2016, el ranking más alto de su carrera.
A la semana siguiente volvió a jugar otro ATP 500, esta vez en Acapulco. Comenzó venciendo a Damir Džumhur por 7-6(3), 6-3 en sets corridos, luego a Dmitri Tursúnov por 6-7(5), 6-3 y 6-4, en cuartos de final venció a Grigor Dimitrov por 7-5 y 6-2. En semifinales venció a Sam Querrey con un doble 6-2, ganó su segundo torneo del año venciendo en la final al australiano Bernard Tomic por 7-6(6), 4-6 y 6-3 en poco menos de dos horas de juego gracias a un servicio muy eficiente (22 aces). Este es su primer título en la categoría ATP 500, su segunda corona en tres semanas y su primer título en Hard. Nuevamente subió en el ranking, un lugar alcanzando el puesto 14 el 29 de febrero y también se ubicó 3.º en la Carrera a Londres.
A principios de marzo, Thiem participó en la primera ronda de la Zona 1 Europea/Africana de la Copa Davis en la que su país enfrentó a Portugal en Guimaraes (de visita) sobre canchas duras bajo techo. En el segundo punto de la serie, venció a Gastão Elias por un sufrido 3-6, 7-5, 6-3, 1-6 y 7-6(6). En el dobles se asoció con Alexander Peya para vencer a la dupla portuguesa Gastão Elias - João Sousa remontando dos sets de desventaja ganando por 6-7(6), 6-7(4), 6-1, 6-3 y 6-4 adelantado a Austria y poniéndola 2-1 arriba en el marcador. En el último día de la competición venció a João Sousa por un claro 6-2, 6-4 y 6-2 dándole el triunfo a su país.
Posteriormente y con solo unos días de descanso jugó el primer Masters 1000 de la temporada: Indian Wells. Al ser cabeza de serie comenzó desde la segunda ronda venciendo al eslovaco Jozef Kovalík por un sufrido 7-6(4) y 7-6(3), en tercera ronda volvió a sufrir para doblegar al estadounidenses Jack Sock por 7-5, 6-7(5) y 6-1. En cuarta ronda perdió ante número 9 del mundo Jo-Wilfried Tsonga por un claro 6-3 y 6-2 acusando el desgaste de los partidos anteriores sumando a los de la Copa Davis. Ya con una semana de descanso empezó el Masters de Miami doblegando con facilidad Sam Groth y Yoshihito Nishioka en sets corridos, antes de sucumbir en cuarta ronda contra el número 1 del mundo y dos veces campeón defensor Novak Djokovic por 6-3 y 6-4 en un partido en el que Thiem llegó a tener hasta 15 oportunidades de quiebre, concretando solo 1.
Comienza la gira de tierra batida europea con el Masters 1000 de Montecarlo, comenzó venciendo a Jan-Lennard Struff 1-6, 6-3, 6-4 y a Taro Daniel por 4-6, 6-2 y 6-0 para enfrentarse en la tercera ronda al futuro ganador del torneo Rafael Nadal pendiendo por 7-5 y 6-3 en una gran partido del austríaco. Después jugó el ATP 250 de Múnich en el que defendía título, comenzó venciendo a Santiago Giraldo e Ivan Dodig para llegar a semifinales donde se encontró con Alexander Zverev y lo venció en tres sets por 4-6, 6-2 y 6-3 para jugar la final contra el local Philipp Kohlschreiber perdiendo en un partidazo por 7-6(7), 4-6 y 7-6(4).
Luego en el Masters de Madrid perdería de entrada contra el retornante Juan Martín del Potro por 7-6(5) y 6-3. Ya en el último Masters 1000 sobre tierra batida: Roma, venció en tres sets a Aleksandr Dolgopólov en la primera ronda por 6-3, 3-6 y 6-4. En segunda ronda vence más fácilmente al portugués João Sousa por un fácil 6-3 y 6-2. En la tercera ronda se enfrentó al número 2 del mundo Roger Federer al que venció por 7-6(2) y 6-4 en una de las mejores victorias de su carrera en ese entonces. Obteniendo su cuarta victoria sobre un top 10. En los cuartos de final, se enfrenta al japonés Kei Nishikori contra el que pierde por 6-3 y 7-5 en 1 hora y 38 minutos. En el ATP 250 de Niza (torneo del cual es campeón defensor), llegó a la final tras vencer a Leonardo Mayer, Andreas Seppi y Adrian Mannarino en sets corridos donde se enfrenta al joven alemán de tan sólo 19 años Alexander Zverev a quien le gana en tres sets por 6-4, 3-6 y 6-0 ganando el sexto título de su carrera.

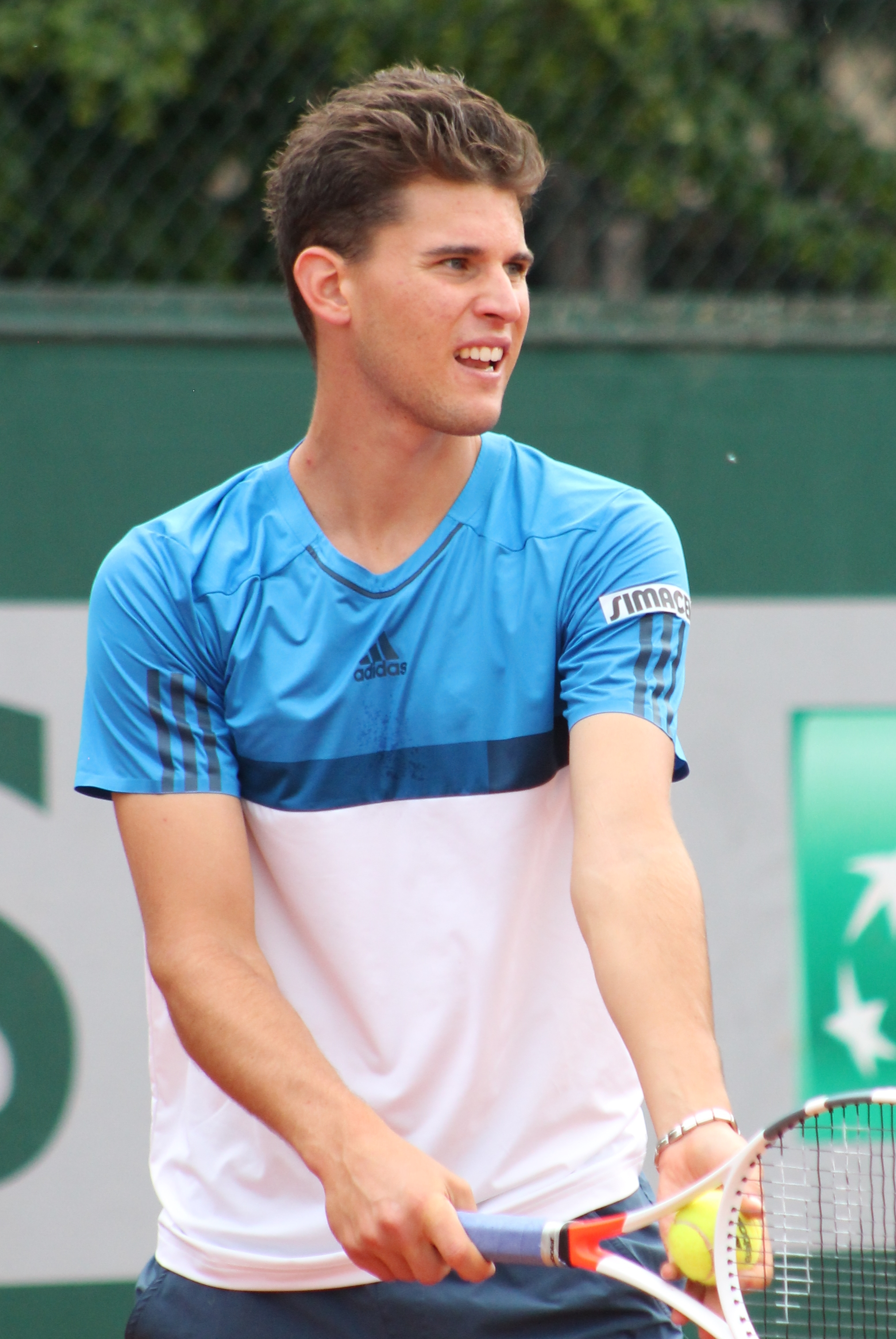
Thiem en Roland Garros 2016 alcanzó su primera semifinal de Grand Slam cayeron ante el futuro campeón Novak Djokovic en sets corridos.

A la semana siguiente jugó el segundo Grand Slam del año: Roland Garros, en la primera ronda venció al español Íñigo Cervantes por 3-6, 6-2, 7-5 y 6-1. En segunda ronda derrotó a otro español, Guillermo García López por 7-5, 6-4 y 7-6(3). En tercera se vería las caras nuevamente con Zverev derrotándolo por 6-7(4), 6-3, 6-3 y 6-3. En la cuarta ronda se enfrentó a otro español, Marcel Granollers (quién clasifcó a la 4R por el retiro de Nadal) venciéndolo por 2-6, 7-6(2), 6-1 y 6-4 para alcanzar su primer cuartos de final en un Grand Slam. En los cuartos de final se enfrentó a David Goffin en un partido que supo sacarlo adelante luego de un durísimo segundo set por 4-6, 7-6(9), 6-4 y 6-1 en poco menos de tres horas, clasificando a las semifinales. Con esta victoria logró la número 40 en 2016 (25 en arcilla), firmó la segunda mejor actuación desde el comienzo del año, detrás del n.º 1 Novak Djokovic que tenía 41 victorias. También se convirtió en el primer jugador nacido en la década de 1990 en llegar a las semifinales en Roland Garros. Ahí enfrentó al serbio y número 1 del Novak Djokovic por un puesto en la final, contra quien cayó sin apelación por 2-6, 1-6 y 4-6 en menos de 2 horas. Con los 720 puntos ganados Thiem escaló del puesto 15 al puesto 7 del Ranking ATP siendo este su mejor ranking.
Estos buenos resultados en tierra le permiten abordar con calma la temporada de césped, que comienza en el Torneo de Stuttgart como tercera cabeza de serie, derrotando a Sam Groth en la segunda ronda por doble 7-6. Llegó a la semifinal de un torneo de hierba por primera vez después de regresar de un set abajo contra Mijaíl Yuzhny ganando por 3-6, 6-4 y 7-5. Luego derrotó al primer cabeza de serie Roger Federer por segunda vez consecutiva por 3-6, 7-6(2) y 6-4 salvando a dos puntos de partido. En la final, derrotó a Philipp Kohlschreiber en tres sets por 6-7(2), 6-4 y 6-4 en un partido de dos días para ganar su primer torneo en canchas de hierba. Con la victoria se convirtió en el noveno jugador activo, y el 29.º en la historia de la Era Abierta (desde mayo de 1968), en ganar un título en tres superficies diferentes en el mismo año (siendo el primero en lograrlo en 2016), ganando el séptimo título de su carrera.
Luego, en Halle, clasificó sin dificultad a semifinales y sin perder un set, antes de perder secamente por 3-6 y 4-6 contra el local Florian Mayer, el futuro ganador del torneo. Decepcionó en el tercer Grand Slam del año en Wimbledon, perdiendo en tres desempates ante el checo Jiří Veselý en segunda ronda, pero vengándose en primera ronda de Florian Mayer al vencer en sets corridos.
En julio, pierde de entrada en el ATP 250 de Kitzbühel en su natal Austria contra su veterano compatriota Jürgen Melzer por 6-3 y 7-5 en la segunda ronda. Luego en el Masters de Toronto se retiró en su primer partido contra el cañonero sudafricano Kevin Anderson cuando caía 4-1 en la primera manga. Tras esto renuncia a los Juegos Olímpicos de Río de Janeiro 2016 por varias razones, criticando el hecho de que no hay puntos ATP en juego y que el formato no coincide con el calendario. Regresa en el Masters de Cincinnati, se clasifica para los cuartos de final jugando solo un partido, antes de perder contra Milos Raonic por 6-3 y 6-4.

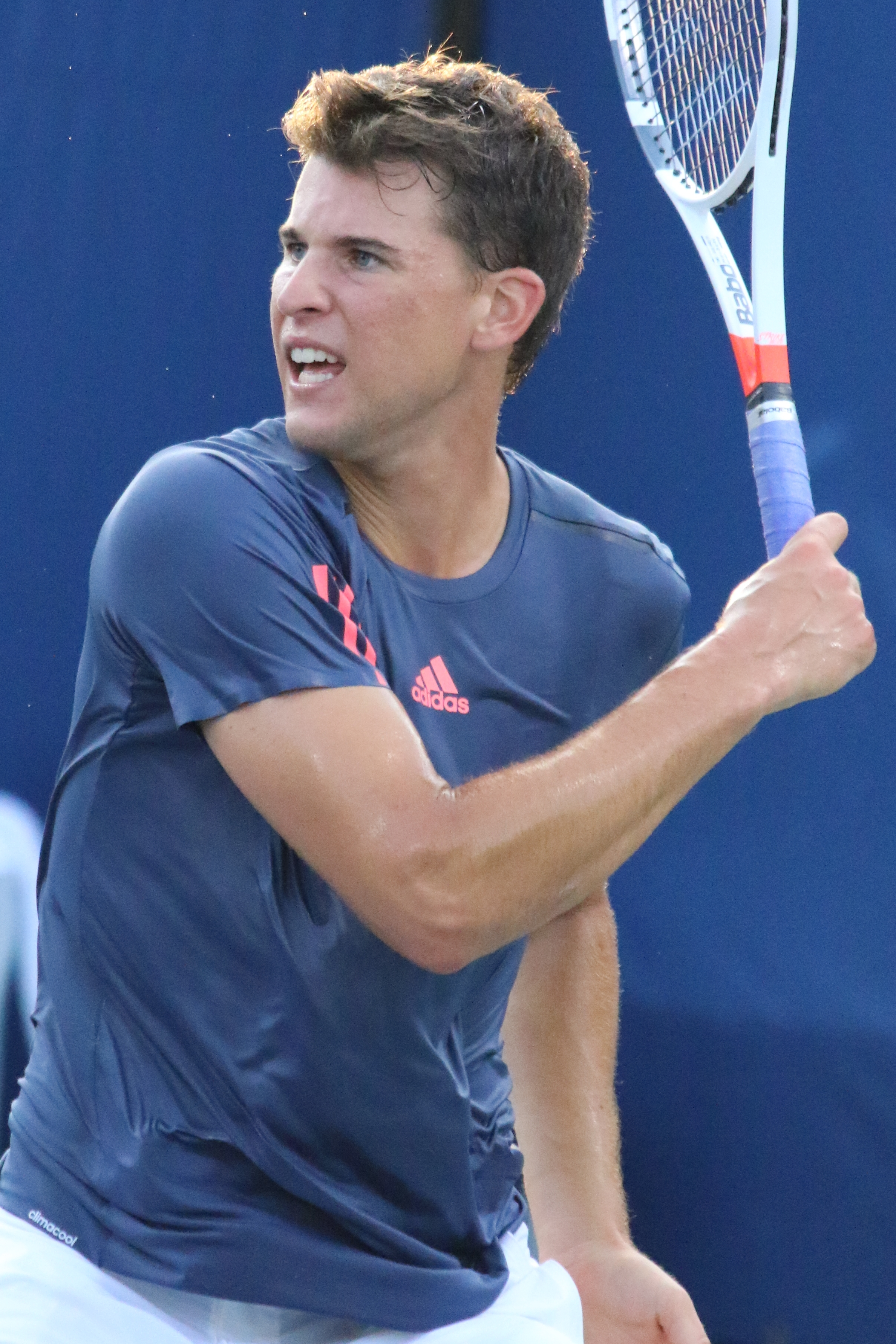
Thiem durante el US Open 2016.

Finalmente, para el último Grand Slam del año: el US Open, en primera ronda tiene dificultades para vencer a John Millman por 6-3, 2-6, 5-7, 6-4 y 6-3. En segunda ronda venció con más facilidad a Ričardas Berankis por 6-4, 6-3, 6-2 y después en tercera ronda a Pablo Carreño-Busta por 1-6, 6-4, 6-4 y 7-5 para llegar a octavos de final por primera vez en Flushing Mewdows. Pero debió retirase de su partido contra Juan Martín del Potro cuando caía por 6-3 y 3-2 debido a una molestia en la rodilla derecha y la acumulación de partidos.
En septiembre jugó el Torneo de Metz, en sus dos primeros partidos venció en sets corridos a Peter Gojowczyk y Gilles Müller y en la semifinal al francés Gilles Simon por 4-6, 7-5 y 6-3 en un partido duro. Después de jugar un gran primer set se desinfla en el segundo y pierde la final contra el joven francés de 22 años Lucas Pouille por 7-6(5) y 6-2, quien ganó su primer título ATP. Comienza la gira asiática en el ATP 250 de Chengdú mediante un will card y al ser primer cabeza de serie vence por doble 6-4 Wu Di en la segunda ronda, ya en cuartos de final se enfrentó a Albert Ramos y fue derrotado por 6-1 y 6-4, luego sufre una eliminación de entrada en el ATP 500 de Pekín al perder contra Alexander Zverev en la primera ronda por 4-6, 6-1 y 6-3 que lo derrota por primera vez este año, después se bajaría del Masters de Shanghái por una lesión, esto hizo correr peligro su clasificación para el Masters de Londres de fin de año.

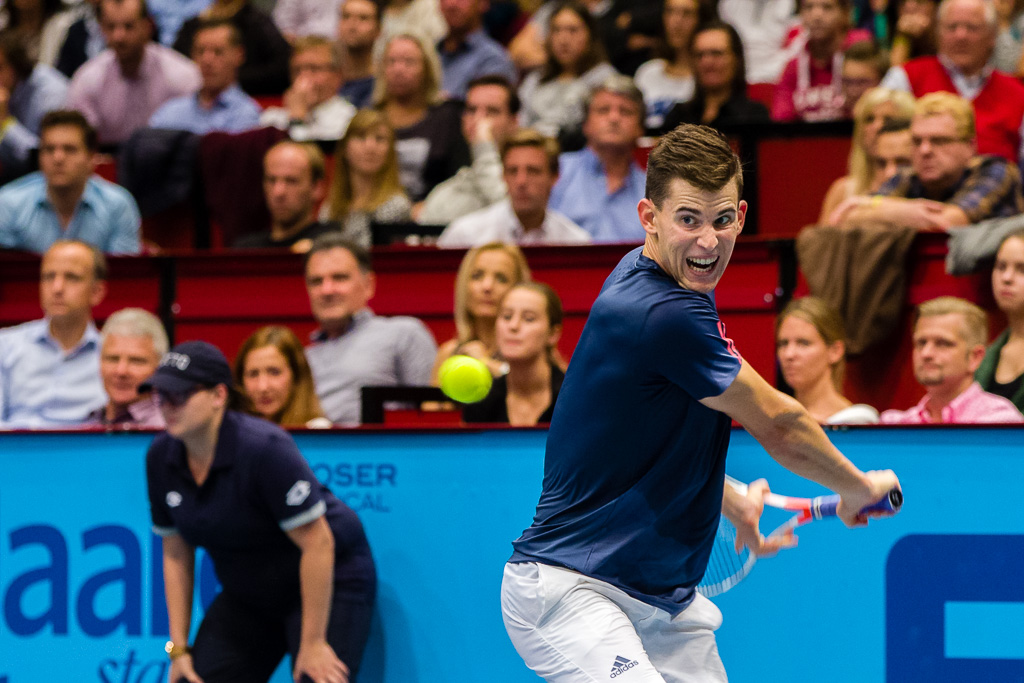
Thiem en el Torneo de Viena 2016.

Comienza la gira indoor en Viena en su natal Austria como cabeza de serie número 3, en primera ronda venció a su compatriota Gerald Melzer por un contundente 6-0 y 6-3, perdió en la segunda ronda contra Viktor Troicki por 6-2 y 7-5. Ya en el último Masters 1000 del año: París-Bercy perdió de entrada en la segunda ronda contra el estadounidense Jack Sock por un claro 6-2 y 6-4 en menos de una hora de juego, confirmando sus dificultades para jugar en dura, especialmente en indoor (bajo techo), y extendió su sequía de títulos. Su último título fue a principios de junio. Sin embargo, Thiem todavía calificó para el Masters tras las derrotas de Jo-Wilfried Tsonga y Tomáš Berdych en el Masters 1000 de París-Bercy tomando la última plaza.
Ya en el Masters de Londres quedó situado en el Grupo Ivan Lendl junto con el serbio Novak Djokovic, el canadiense Milos Raonic y el francés Gael Monfils. Pierde en su primer partido contra Djokovic por 7-6(10), 0-6 y 2-6, a pesar de un gran primer set. Ganó su segundo partido por 6-3, 1-6 y 6-4 contra el francés Monfils en una hora y media en un partido totalmente inconexo y un nivel fluctuante. Su último partido fue contra Raonic si ganaba se clasificaba para semifinales. Sin embargo, no aprovecha su oportunidad y pierde por (5)6-7 y 3-6 en una hora y media después de un gran primer set. Terminó la temporada en el octavo lugar adelante de Rafael Nadal.

### 2017: 8.º título ATP, primera final en Masters 1000 y llegada al Top 4
Comenzó el año con el ATP 250 de Brisbane, tanto en individuales como en dobles, jugó junto con Kei Nishikori en dobles perdiendo en cuartos de final, en individuales llegó a cuartos tras vencer a Sam Groth por 7-6(5) y 6-3 para caer ante el eventual campeón Grigor Dimitrov en tres sets por 3-6, 6-4, 3-6. A la semana siguiente jugó el ATP 250 de Sídney, como cabeza de serie 1, perdiendo nuevamente en cuartos de final contra el futuro finalista, Daniel Evans por 6-3, 4-6, 1-6. En el Abierto de Australia, avanza hasta la cuarta ronda tras derrotar a Jan-Lennard Struff (4-6, 6-4, 6-4, 6-3), Jordan Thompson (6-2, 6-1, 6-7(6), 6-4) y al francés Benoît Paire (6-1, 4-6, 6-4, 6-4), donde se enfrenta al belga David Goffin y cae derrotado igual como el año anterior por 7-5, 6-7(4), 2-6 y 2-6 en 2 horas y 43 minutos. El revés de Thiem fue una debilidad contra Goffin, cometiendo 29 errores no forzados de revés.
En febrero, pierde de entrada en el Torneo de Sofía en Bulgaria contra Nikoloz Basilashvili, luego en Róterdam cae en cuartos de final tras perder contra el clasificado Pierre-Hugues Herbert por 4-6, 6-7(3) después de vencer a Alexander Zverev por 3-6, 6-3, 6-4 y a Gilles Simón por 6-4 y 7-6(4). En Río de Janeiro ganó el título tras vencer a Janko Tipsarević, Dusan Lajović, Diego Schwartzman, Albert Ramos Viñolas y en la final a Pablo Carreño por 7-5 y 6-4, logrando su primer título desde junio de 2016 aunque sin enfrentarse a un Top 20. Este fue el octavo título de Thiem a nivel ATP, su 6.º en tierra batida y 2.º ATP 500. Después de la victoria en Brasil, Thiem jugó por tercera semana consecutiva un ATP 500 esta vez en Acapulco donde era el campeón defensor, como cuarto cabeza de serie, venció a los franceses Gilles Simon y Adrian Mannarino en sets corridos para avanzar a cuartos de final donde caería ante el eventual campeón Sam Querrey por 7-5 y 6-1, quien ganaría el torneo (sucediendo a Thiem como campeón).
En marzo juega los dos primeros Masters 1000 del año, en el primero en Indian Wells comenzó venciendo fácilmente al francés Jeremy Chardy 6-2, 6-4, al alemán Mischa Zverev 6-1, 6-4 y en cuarta ronda nuevamente a otro francés, el número 11 del mundo Gael Monfils por 6-3 y 6-2. En cuartos debió perdió ante el suizo y número 3 del mundo Stan Wawrinka en un partido muy físico por 4-6, 6-4 y 6-7(2) en 2 horas y 31 minutos. En el Masters de Miami perdió de entrada ante Borna Ćorić por 6-1 y 7-5 después de una interrupción por lluvia.
Comienza la gira de tierra batida europea en el Masters 1000 de Montecarlo con un triunfo en tercera ronda ante Robin Haase por un claro 6-3 y 6-2, en tercera ronda perdió ante el belga David Goffin por 6-7(4), 6-4, 3-6. Después de esta decepcionante actuación logra una buena semana en Barcelona, comenzó con cómodas victorias sobre Kyle Edmund, Daniel Evans y Yuichi Sugita en sets corridos, en semifinales derrotó al número 1 del mundo Andy Murray por 6-2, 3-6 y 6-4 en dos horas y 15 minutos logrando su primera victoria sobre el británico y primera también contra un número 1, logrando su duodécima final ATP y segunda del año, en la final cae ante el local Rafael Nadal por un claro 6-4 y 6-1 en una hora y media.

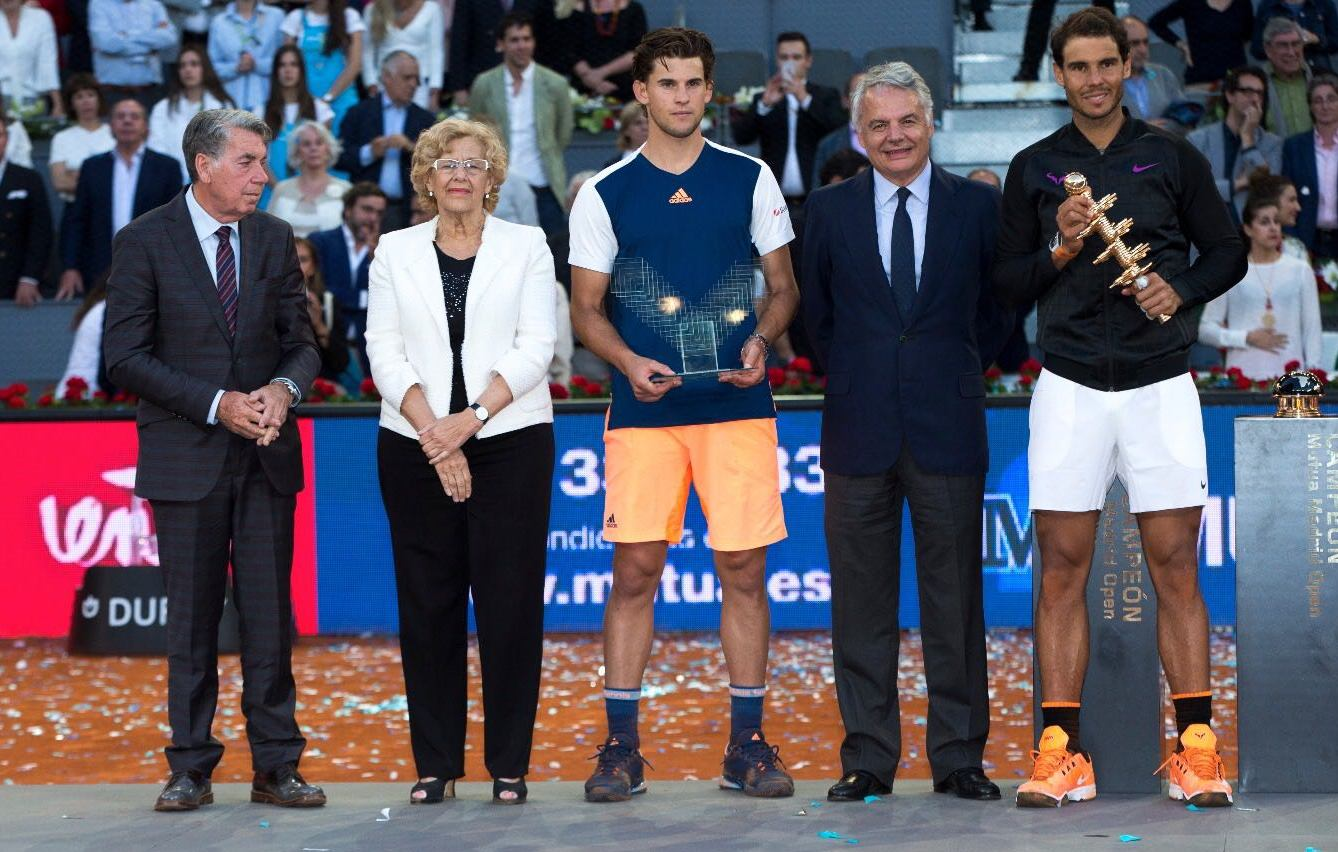
Thiem en la entrega de premios del Masters de Madrid 2017, siendo el subcampeón tras perder la final ante Rafael Nadal.

En el Masters de Madrid llegó a su primera final de Masters 1000 tras vencer a Jared Donaldson por 6-3 y 6-4, Grigor Dimitrov por 4-6, 6-4 y 7-6(9) tras salvar 5 puntos de partido, en cuartos de final venció a Borna Ćorić por 6-1 y 6-4 que había vencido a Murray en la ronda anterior, y en semifinales doblegó a la sorpresa del torneo, Pablo Cuevas por 6-4, 6-4 en 1 hora y 23 minutos, en la final se enfrentó nuevamente a Rafael Nadal esta vez en un partido mucho más parejo de lo que fue en Barcelona hace 2 semanas atrás, es vencido en dos estrechos sets por 7-6(8) y 6-4 en 2 horas y 17 minutos de partido. Como resultado de este gran torneo, Thiem terminó la semana ocupando el puesto número 3.º en la Carrera a Londres detrás de Roger Federer (2.º) y Rafael Nadal (1.º) respectivamente. Apenas sin descanso, jugó la semana siguiente el Masters de Roma; en segunda ronda venció al uruguayo Pablo Cuevas por 7-6(4) y 6-4, en tercera ronda venció al norteamericano Sam Querrey en otro duro partido por 3-6, 6-3 y 7-6(7) luego de salvar tres puntos de partido. En cuartos de final enfrentó nuevamente a Nadal por tercer torneo consecutivo y esta vez tras dos intentos fallidos, Thiem logró vencer a la tercera y derrotó a Nadal por 6-4 y 6-3 en 1 hora y 51 minutos, cortándole una racha de 17 triunfos consecutivos en tierra batida, logrando su segunda victoria sobre el español en tierra batida y tomando venganza de lo ocurrido en Barcelona y Madrid siendo más ofensivo y estando más cerca de la línea de fondo, en semifinales en aplastado por Novak Djokovic (2.º del mundo) por un lapidario 6-1 y 6-0 en sólo 59 minutos, incapaz de quebrarle al serbio. Al final del torneo, sigue siendo tercero en la Race to london.

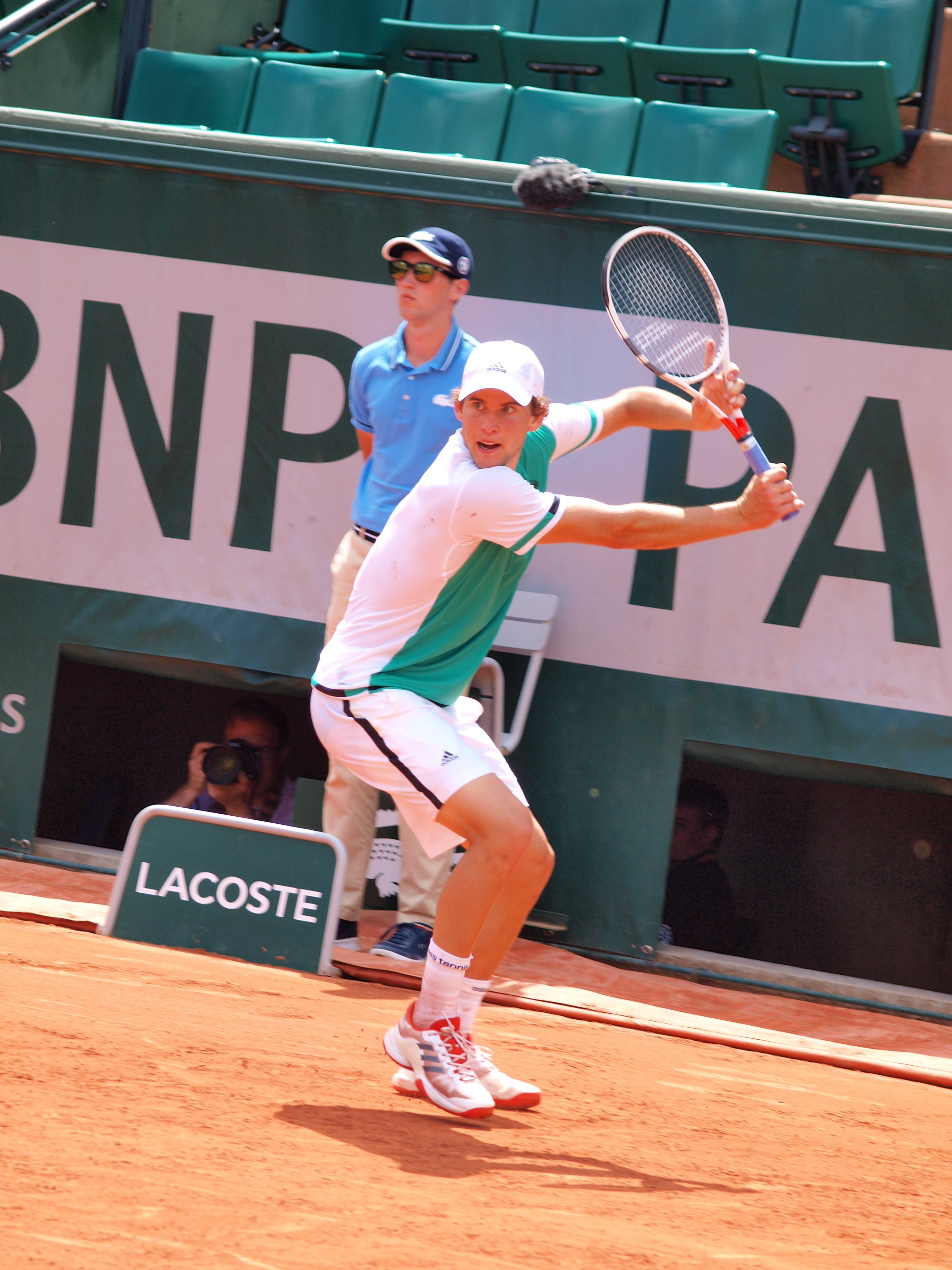
Thiem en Roland Garros 2017.

Para el segundo Grand Slam de la temporada, Roland Garros donde defendía semifinal, clasificó sin problemas a octavos de final tras eliminar sucesivamente a Bernard Tomic (6-4, 6-0, 6-2), Simone Bolelli (7-5, 6-1, 6-3) después de un segundo set muy intenso y a Steve Johnson por 6-1, 7-6(4) y 6-3, en octavos le ganó al argentino Horacio Zeballos por un claro 6-1, 6-3 y 6-1 en un partido completamente dominado por el austríaco. En cuartos de final se enfrentó al campeón defensor y N°2 del mundo Novak Djokovic derrotándolo por 7-6(5), 6-3 y 6-0 en 2 horas y 15 minutos en otro gran partido del austríaco venciendo a su "bestia negra" y llegando a semifinales sin ceder sets además de lograr su primer triunfo sobre un Top 10 en Grand Slam, vengándose del serbio tras la apabullante derrota en Roma y también su victoria sobre Djokovic significó que ahora había derrotado a cada uno de los miembros del Big 4 (Djokovic, Nadal, Federer y Murray) al menos una vez. En semifinales se enfrenta al nueve veces ganador del torneo Rafael Nadal, en un partido controlado por el español quien lo derrota por 6-3, 6-4 y 6-0 en 2 horas y 7 minutos, que estuvo intratable como todo el torneo, después de perder este partido, dice estar muy decepcionado y que tiene mucho que trabajar y estima que todavía le falta para llegar a la final de un Grand Slam.

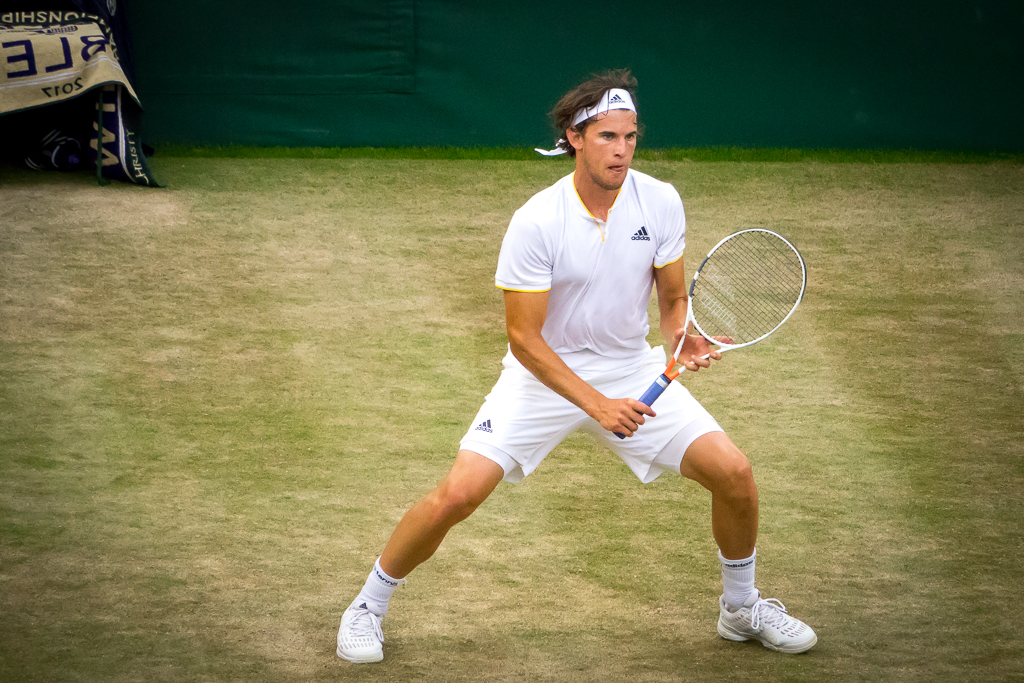
Thiem en Wimbledon 2017.

Al comienzo de la temporada de césped, Thiem llegó a la segunda ronda en Halle, perdiendo ante Robin Haase. Luego, pierde de entrada en el Torneo de Antalya, quedando atónito ante el clasificado Ramkumar Ramanathan, luego que ocupará el puesto 222.º en el mundo. Llega a Wimbledon sin triunfos en césped, vence en sets corridos a Vasek Pospisil (6-4, 6-4, 6-3) en primera ronda, luego a Gilles Simón (5-7, 6-4, 6-2, 6-4) en cuatro sets y a Jared Donaldson (7-5, 6-4, 6-2) en sets corridos para llegar a octavos de final pero pierde contra el número 15 del mundo Tomáš Berdych quien jugó un gran torneo por 3-6, 7-6(1), 3-6, 6-3 y 3-6 en 2 horas y 52 minutos.

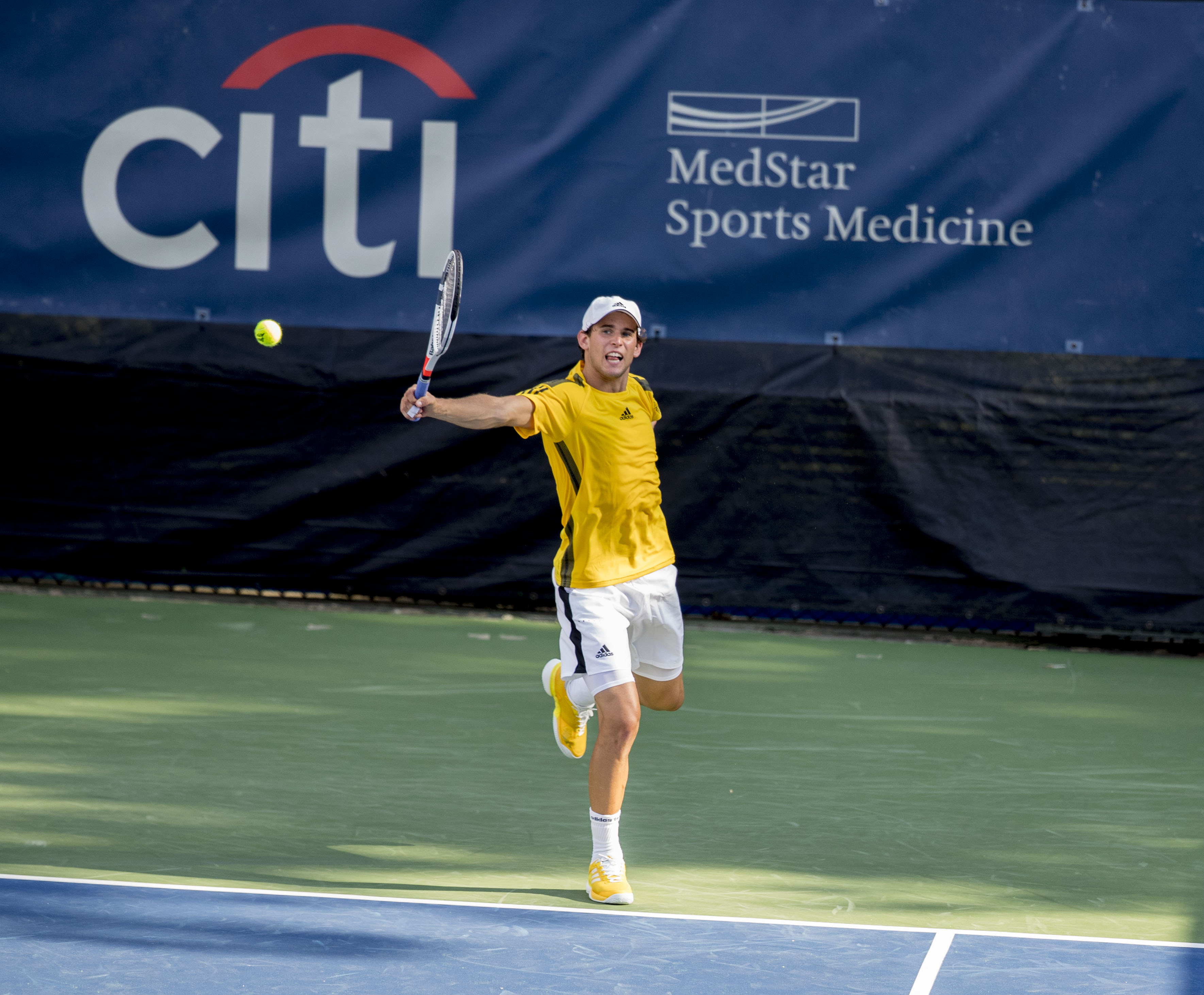
Thiem durante el Torneo de Washington 2017.

En la Gira de cemento norteamericana disputó su primer torneo en Washington cayendo en octavos de final ante el sudafricano Kevin Anderson por 3-6, 7-6(6), 6-7(7) en un gran partido de 2 horas y 47 minutos teniendo un punto de partido en el tercer set, cuando lideraba 5-3, sale a las primeras de cambio en el Masters de Montreal tras caer ante Diego Schwartzman en segunda ronda por 6-4, 6-7(7) y 7-5, luego llegó a cuartos de final en el Masters de Cincinnati cayendo ante David Ferrer por doble 6-3 quien jugó a un gran nivel en este torneo.
Para el último Grand Slam del año en el US Open clasificó a octavos de final tras vencer a Álex de Miñaur 6-4, 6-4, 6-1, Taylor Fritz 6-4, 6-4, 4-6, 7-5 y a Adrian Mannarino por 7-5, 6-3 y 6-4, en octavos de final se enfrentó al número 24 del mundo Juan Martín del Potro, gana fácilmente los dos primeros sets por 6-1 y 6-2 antes de perder el partido de manera increíble desaprovechando dos puntos de partido en el cuarto set cayendo por 6-1, 6-2, 1-6, 6-7(1) y 4-6 en 3 horas y 34 minutos, con este resultado Thiem logra llegar al menos a octavos de final en los 4 Grand Slam a fecha del 4 de septiembre de 2017.
Del 15 al 17 de septiembre jugó la Zona Europea/Africana 1 jugando contra Rumania en Austria sobre tierra batida, en un duelo en el que perdía descendía a la Zona Europea/Africana 2, debutó en el segundo punto enfrentándose a Bogdan Borza ganando por un claro 6-2, 6-2 y 6-4, al día siguiente jugó el dobles que perdió en 4 sets, el último día disputó el cuarto y definitivo punto ante Nicolae Frunza cerrando la serie en un duro partido por 7-6(2), 7-6(3) y 6-3. Una semana después, previo a la gira asiática que daría comienzo a principios de octubre, se disputaría en la ciudad de Praga del 22 al 24 de septiembre la Laver Cup 2017, torneo no puntuable para el ranking ATP y organizado como homenaje a la leyenda australiana del tenis Rod Laver. En ella, Thiem formaría parte del equipo de Europa donde compartiría equipo con el español Rafael Nadal, el suizo Roger Federer, el alemán Alexander Zverev, el croata Marin Čilić, el austríaco Dominic Thiem y el local Tomáš Berdych, capitaneados además por el mítico exjugador sueco Björn Borg. El equipo rival estaría formado por jugadores del resto del mundo, entre ellos el australiano Nick Kyrgios, el canadiense Denis Shapovalov, y los norteamericanos John Isner, Sam Querrey, Jack Sock y Frances Tiafoe, disputó un partido durante la competencia y salió victorioso en contra el cañonero estadounidense John Isner por 6-7(15), 7-6(2) y 10-7 dejando al conjunto europeo 2-0 en ese momento, que finalmente ganó el torneo por 15 a 9 tras la victoria de Federer sobre Kyrgios.
Clasificó para el ATP World Tour Finals 2017 por segundo año consecutivo, sin embargo también por segundo año consecutivo, Thiem se fue en declive después del US Open después de perder tres partidos consecutivos en Chengdu, Tokio y en Shanghái contra Guido Pella, Steve Johnson y Viktor Troicki respectivamente, en este último logró el mejor ranking de su carrera en ese momento tras la baja por lesión de Djokovic al situarse en 6.º lugar y también confirmó su boleto al Masters de Londres con 3725 puntos tras la caída en cuartos de final de Dimitrov ante Nadal.
Comenzó la gira indoor (bajo techo) con el ATP 500 de Viena perdiendo en segunda ronda contra Richard Gasquet por 4-6, 7-5, 6-1 y en la tercera ronda del Masters de Paris-Berçy perdiendo frente a Fernando Verdasco por doble 6-4. A pesar de esta pobre forma, antes de la Copa Masters, Thiem se ubicó entre los primeros cinco puestos en el ranking por primera vez en su carrera, llegando al n.º 4 del mundo, aprovechando la ausencia de Andy Murray (ganador del año anterior) y la derrota de Marin Čilić cuartos de final.
Quedó situado en el Grupo Pete Sampras junto a Rafael Nadal, David Goffin y Grigor Dimitrov, Thiem participó en su segunda Copa de Maestros; debutó ante el eventual campeón debutante e invicto Dimitrov cayendo en tres mangas por 6-3, 5-7 y 7-5 en 2 horas y 21 minutos en un encuentro de mucha intensidad, en su segundo partido debía enfrentarse a Nadal pero este se retiró por lesión entonces jugó ante Pablo Carreño ganando por 6-3, 3-6 y 6-4 en 2 horas y 6 minutos y en el último duelo del grupo definía el pase a semifinales con David Goffin cayendo por un claro 6-4 y 6-1; en 1 hora y 11 minutos de esta forma terminaba tercero en el Grupo Pete Sampras detrás de Dimitrov y Goffin respectivamente, ganando un partido y perdiendo dos.
A pesar de este pobre desempeño, terminó el año en el puesto 5 del ranking mundial, un aumento en comparación al año interior (8.º).

### 2018: Primera final en Grand Slam
A fines de diciembre de 2017, el entrenador Galo Blanco fue agregado al equipo de Thiem, comenzó su temporada con el ATP 250 de Doha como el principal favorito. Llegó a semifinales donde se retiró debido a una enfermedad en su partido contra Gaël Monfils. Días después disputó un partido con Novak Djokovic en el Kooyong Classic, un torneo de exhibición, partido que perdió por 6-1 y 6-3.
Comienza el Abierto de Australia como cabeza de serie número 5, en primera ronda se enfrentó a Guido Pella ganando por triple 6-4, en segunda ronda tendría un duelo mucho más complicado contra Denis Kudla ganando tras remontar 2 sets de desventaja por 6-7(6), 3-6, 6-3, 6-2 y 6-3 jugando bajo un calor sofocante, después derrotó a Adrian Mannarino en un partido más accesible por 6-4, 6-2 y 7-5 en tercera ronda para llegar a octavos de final donde caería ante la revelación del torneo, Tennys Sandgren por 2-6 6-4, 6-7(4), 7-6(7) y 3-6 después de 3 horas y 54 minutos de juego, igualando su resultado del año anterior en Australia y una vez más no logra un resultado convincente en Grand Slam fuera de Roland Garros.
Los primeros días de febrero representó a su país Austria por la Zona Europea/Africana 1 ante Bielorrussia en Sankt Pölten sobre tierra batida (bajo techo), comenzó jugando en el segundo punto ante Dzmitry Zhyrmont ganando por 6-3, 6-3 dejando a su nación 2-0 arriba y ha un solo punto del triunfo, volvió a jugar el día siguiente en el cuarto punto venciendo a Ilya Ivashka por 6-4 y 7-6(5) dejando la serie 4-0 que ya estaba sentenciada. Dos semanas después jugó el ATP 250 de Buenos Aires sobre tierra batida. Gana el título fácilmente sin perder sets tras derrotar a los argentinos Horacio Zeballos, Guido Pella, al francés Gael Monfils y en la final a Aljaž Bedene por un claro 6-2 y 6-4 ganando su noveno título y segundo en Buenos Aires. Este fue su primer título en casi un año. Apenas sin descanso juega la semana siguiente en el ATP 500 de Río de Janeiro cayendo ante Fernando Verdasco por 6-4 y 6-0 en cuartos de final. A la semana siguiente juega otro ATP 500, en Acapulco, comenzó venciendo con lo justo a Cameron Norrie por 6-3, 5-7 y 7-5, en segunda ronda vence con más facilidad a Denis Shapovalov por 6-2 y 6-3, antes de caer en cuartos de final ante el futuro ganador Juan Martín del Potro por 6-2 y 7-6(7).
En marzo jugó los dos primeros Masters 1000 del año: en Indian Wells ganó su partido de segunda ronda contra Stefanos Tsitsipas por 6-2, 3-6 y 6-3. En tercera ronda se enfrentó a Pablo Cuevas, partido en el que se dobló el tobillo al final del primer set que ganó 6-4, después perdió el segundo 4-6 y se retiró cuando iba 2-4 abajo en el tercero. Debido a esto se bajo del Masters de Miami por lesión de tobillo.
Tras varias semanas de inactividad, regresó para la gira de gira de tierra batida europea en el primer Masters 1000 sobre dicha superficie: Montecarlo, primer gran torneo de la temporada de tierra batida, comenzó en segunda ronda superando a Andrey Rublev por 5-7, 7-5 y 7-5 salvando una bola de partido después de 2 horas y 40 minutos de juego, en tercera ronda se enfrentó a Novak Djokovic en otro exigente partido que ganó por 6-7(2), 6-2 y 6-3 en 2 horas y 29 minutos, en cuartos de final se enfrentó al número 1 del mundo Rafael Nadal, en un partido completamente dominado por el español y acusando el desgaste de los 2 anteriores caería por 6-0 y 6-2 en 1 una hora y 8 minutos de juego, tras este torneo juega a la semana siguiente el ATP 500 de Barcelona donde defendía final, ganó sus dos primeros juegos con bastante facilidad y caería contundente por 6-3 y 6-2 ante el joven griego y revelación del torneo Stefanos Tsitsipas en cuartos de final, quien luego perdió ante Nadal en la final.
Su primer torneo en mayo fue el Masters de Madrid, venció en segunda ronda a Federico Delbonis en tres sets por 4-6, 6-3 y 7-5; en tercera ronda venció a Borna Ćorić por un estrecho 2-6, 7-6(5) y 6-4 para enfrentarse al número 1 del mundo Rafael Nadal en los cuartos de final en este "mini clásico de arcilla", esta vez logró ganar jugando un tenis galáctico por 7-5 y 6-3 en 1 hora y 56 minutos, terminando con la racha 21 partidos ganados de Nadal y de cincuenta sets consecutivos en tierra batida, también fue el último hombre en llevarse un set y vencer a Nadal en tierra batida desde el año anterior en Roma 2017 y se une al selecto grupo de Novak Djokovic (7) y Gastón Gaudio (3) como los únicos jugadores que han vencido más de 2 veces a Nadal en arcilla siendo el tercero en lograrlo, luego en semifinales derrotó a Kevin Anderson por 6-4 y 6-2 en solo 1 hora 25 minutos para alcanzar su segunda final consecutiva en la capital española, donde perdió ante el alemán y número 3 del mundo Alexander Zverev por doble 6-4 en 1 hora y 18 minutos. Después de esta gran semana jugó el Masters de Roma (Último M1000 sobre tierra batida), perdiendo de entrada contra el local Fabio Fognini en tres sets por 6-4, 1-6 y 6-3. Después del torneo italiano jugó el Torneo de Lyon, donde llegó a la final derrotando Roberto Carballés Baena por un fácil 6-4 y 6-2 en 2.ª ronda, en cuartos derrotó a Guillermo García López por un estrecho 6-7(4), 7-6(0) y 6-4 en un partido de dos días en cuartos de final y luego eliminó a Dušan Lajović en las semifinales por 6-4, 5-7 y 6-4, y en la final a Gilles Simon por 3-6, 7-6(2) y 6-1 para ganar su décimo título ATP en 2 horas y 30 minutos.
Tras su éxito en la arcilla de Lyon, es candidato a ganar Roland Garros detrás de Rafael Nadal y a la vez su mayor amenaza junto con Alexander Zverev, llegó a la tercera ronda derrotando a Ilya Ivashka 6-2, 6-4, 6-1, al griego Stefanos Tsitsipas por 6-2, 2-6, 6-4 y 6-4 en más de 3 horas de partido y al italiano Matteo Berrettini por 6-3, 6-7(5), 6-3 y 6-2 en un partido algo trabajado para el austríaco. En octavos de final venció al japonés Kei Nishikori por 6-2, 6-0, 5-7 y 6-4 en 2 horas 28 minutos de juego, en los cuartos de final se enfrenta a Alexander Zverev en el duelo más atractivo de la ronda de los 8 mejores que no cumple las expectativas, el joven alemán es vencido en sets corridos por un claro 6-4, 6-2 y 6-1 en solo 1 hora y 50 minutos estando reducido físicamente después de haber jugado 3 partidos seguidos al mejor de 5 sets, Thiem además llegó a su tercera semifinal consecutiva en Roland Garros, en las semifinales termina con la sorpresa del torneo Marco Cecchinato, quien había derrotado de forma sucesiva a Pablo Carreño, David Goffin y Novak Djokovic, lo venció por 7-5, 7-6(10) y 6-1 en 2 horas y 17 minutos después de dos primeros sets muy disputados clasificándose para su primera final de Grand Slam, ahí se encuentra con el favorito Rafael Nadal en la "final soñada" siendo el único jugador capaz de vencerlo en los últimos 2 años en tierra batida, después de un primer set muy disputado Thiem cedió su servicio en el décimo juego en blanco quedando 6-4 a favor de Nadal, en los siguientes set el español dictaría el ritmo, la voluntad del austriaco no fue suficiente para hacerle frente a la fuerza física del español, dominando impresionante en los momentos claves, Nadal ganó su undécimo Roland Garros por 6-4, 6-3 y 6-2 en 2 horas y 42 minutos de juego.
Comenzó la temporada de césped en Halle perdiendo sorpresivamente ante Yuichi Sugita en segunda ronda, su pobre temporada sobre hierba terminó con la eliminación en primera ronda contra Marcos Baghdatis en Wimbledon, se retiró cuando iba perdiendo por 4-6, 5-7 y 0-2, logrando solo 1 triunfo en césped y 2 derrotas. Tras estos malos resultados jugó el ATP 500 de Hamburgo sobre tierra batida, con el objetivo de mejorar sus resultados y su confianza de cara al US Open, en el torneo germano caería en octavos de final ante Nicolás Jarry por doble 7-6. A la semana siguiente decidió jugar el ATP 250 de Kitzbühel en su natal Austria, siguió con sus malos resultados y perdió sorpresivamente en su primer partido contra Martin Klizan en segunda ronda por 6-1, 1-6 y 7-5. A la semana siguiente jugó el Masters de Toronto perdiendo de entrada ante la revelación del torneo Stefanos Tsitsipas por 6-2 y 7-5 en segunda ronda, posteriormente se vio obligado a retirarse del Masters de Cincinnati debido a una enfermedad, así llegaría al último Grand Slam del año con un bagaje de 3 victorias y 5 derrotas post Roland Garros.
Su mala racha tras la final de Roland Garros terminó en el US Open. En primera ronda vence a Mirza Bašić por un claro 6-3, 6-1 y 6-4. En segunda ronda derrotó al local Steve Johnson en cinco sets por 6-7(5), 6-3, 5-7, 6-4 y 6-1. Ya en la tercera ronda se enfrentó a otro local, Taylor Fritz, venciéndolo por 3-6, 6-3, 7-6(5) y 6-4 para llegar a la cuarta ronda por tercer año consecutivo. Allí, se enfrentó al finalista de 2017 y quinto favorito Kevin Anderson, derrotándolo en sets corridos por 7-5, 6-2 y 7-6(2) en 2 horas y 36 minutos para llegar a su primer cuartos de final de Grand Slam en pista dura, donde se enfrentó al campeón defensor y primer favorito Rafael Nadal. Este fue su primer encuentro fuera de tierra batida. En un inicio impactante del partido, Thiem ganó el primer set 6-0, cediendo solo 7 puntos ante Nadal, este fue el primer set que Thiem le ganó a Nadal en un Grand Slam. Nadal tomó el control y ganó el segundo y tercer set por 6-4 y 7-5, a pesar de que Thiem sirvió para set con 5-4 en el tercero. En el cuarto set, Thiem volvió a quebrar primero en el tercer juego colocándose 2-1 y saque, pero perdió su ventaja en el octavo juego quedando 4 iguales, finalmente ganó el set por 7-4 en la muerte súbita mandando todo a un set decisivo. En el quinto set, luego de encontrarse 0-40 en el servicio y 5 iguales, el austriaco ganó cinco puntos consecutivos para evitar que Nadal sirviera para partido. Luego el español ganó en cero su saque e igualó a 6 definiendo este épico partido en un tie-break que el número 1 del mundo ganó por un ajustado 7-5 para terminar el partido a las 2:04 AM hora local, después de 4 horas y 49 minutos de juego.
Diez días después, jugó el ATP 250 de San Petersburgo; empezó en segunda ronda como primer cabeza de serie, ahí se deshizo de Jan-Lennard Struff por 7-6(4) y 6-4. En cuartos de final tuvo un partido más difícil contra el ruso Daniil Medvedev ganando por 6-2, 3-6 y 7-6(2). En semifinales batió al español Roberto Bautista por 6-4, 6-3 y en la final venció a Martin Kližan por un contundente 6-3 y 6-1 para ganar su noveno título ATP 250 y undécimo título ATP. En el Masters de Shanghái, cayó prematuramente en la segunda ronda contra Matthew Ebden por 6-4, 6-7(8) y 7-6(4). Luego comenzó la gira indoor (bajo techo) con el ATP 500 de Viena donde fue el máximo favorito avanzando hasta los cuartos de final perdiendo ante Kei Nishikori por un claro 6-3 y 6-1. Y ya en el Masters de París-Bercy subió su nivel donde fue el sexto cabeza de serie. En segunda ronda derrotó a Gilles Simon por 6-4 y 6-2. En tercera ronda venció al undécimo cabeza de serie Borna Ćorić por 6-7(3), 6-2, 7-5 en dos horas y media de juego y en cuartos de final al campeón defensor Jack Sock por 4-6, 6-4 y 6-4 en 2 horas y 14 minutos para clasificarse por primera vez a las semifinales del torneo y de pasó clasificándose para el ATP World Tour Finals 2018, en semifinales perdió ante el eventual campeón Karen Jachánov por un claro 6-4 y 6-1  en solo 70 minutos.
Ya en el ATP World Tour Finals quedó situado en el Grupo Lleyton Hewitt junto con el suizo Roger Federer, el sudafricano Kevin Anderson y el japonés Kei Nishikori. Debutó contra Anderson y perdió por 6-3, 7-6(10) en 1 hora y 48 minutos, en su segundo encuentro se enfrentó a Federer cayendo por un claro 6-2 y 6-3 en solo una hora de juego quedando prácticamente eliminado. Ya en el último partido venció a Nishikori por 6-1 y 6-4 en 1 hora 24 minutos, de esta manera finalizó su participación en el Finals quedando eliminado en fase de grupos por tercera vez en sus tres participaciones con un saldo negativo de 1 triunfo y 2 derrotas. Terminó la temporada como número 8 del mundo con una final de Grand Slam en Roland Garros y un punto sólido dentro del top 10 mundial.

### 2019: 1.º título de Masters 1000, segunda final en Roland Garros y subcampeón del ATP Finals
Comenzó la temporada con una derrota en el Torneo de Doha contra el francés Pierre-Hugues Herbert por 3-6, 5-7. Luego en el Abierto de Australia como séptimo cabeza de serie, debutó con una victoria en cinco sets sobre Benoît Paire por 6-4, 6-3, 5-7, 1-6 y 6-3, luego en la segunda ronda se retiró de su duelo contra el joven local Alexei Popyrin al final del tercer set cuando caía 7-5, 6-4 y 2-0.
Regresó a la competición en febrero para defender su título en el ATP 250 de Buenos Aires sobre tierra batida. En segunda ronda venció al alemán Maximilian Marterer por 6-4 y 6-4. En cuartos de final venció al uruguayo Pablo Cuevas por 4-6, 6-4 y 6-3, antes de perder en semifinales contra el local Diego Schwartzman por 6-2, 4-6 y 6-7(5). Luego perdió bruscamente en la primera ronda contra Laslo Djere 3-6, 3-6 en ATP 500 de Río de Janeiro y principalmente debido a una tortícolis.
En marzo disputó el primer Masters 1000 de la temporada: Indian Wells y con un tenis sólido llegó a los cuartos de final del torneo tras superar a Jordan Thompson, Gilles Simón e Ivo Karlović en sets corridos, en dicha fase del torneo debía enfrentarse a Gael Monfils pero este se retiró debido a una lesión accedió a semifinales del torneo donde venció en un duro encuentro a Milos Raonic por 7-6(3), 6-7(3) y 6-4 en 2 horas y 32 minutos de juego para acceder a su primera final de un Masters 1000 sobre pista dura. Ahí se encontró con Roger Federer y en un vibrante encuentro ganó por 3-6, 6-3 y 7-5 en 2 horas y 1 minuto para ganar su primer título Masters 1000. Gracias a esta victoria, se convirtió nuevamente en número 4 del ranking mundial. Como dato el entrenador chileno Nicolás Massu fue una nueva incorporación al equipo de Thiem aproximadamente un mes antes del Masters de Indian Wells. Apenas sin descanso, acudió al Masters de Miami y perdió de entrada en la segunda ronda ante el polaco Hubert Hurkacz por doble 4-6.
Tres semanas después de esto, comenzó su gira de tierra batida europea con el primer Masters 1000 de la temporada sobre dicha superficie: Montecarlo. Comenzó venciendo a Martin Klizan por 6-1 y 6-4 en segunda ronda. En la tercera ronda cayó sorpresivamente ante el futuro finalista del torneo, Dušan Lajović, por doble 6-3. A la semana siguiente jugó el Torneo Conde de Godó como tercer cabeza de serie; en segunda ronda derrotó a Diego Schwartzman por 6-3, 6-3, en tercera ronda venció al local Jaime Munar por 7-5 y 6-1, en cuartos de final venció al argentino Guido Pella por 7-5 y 6-2. En semifinales despachó al 11 veces campeón Rafael Nadal por un cómodo doble 6-4, logrando su cuarta victoria en tierra batida contra el español. En la final venció al ruso Daniil Medvedev por 6-4 y 6-0 para ganar el tercer título ATP 500 de su carrera, primero en el torneo barcelonés, segundo de la temporada y además sin ceder sets.
En el Masters de Madrid comenzó venciendo a Reilly Opelka por 6-7(2), 6-3, 1-0 y retiro del estadounidense, en segunda ronda venció al talentoso italiano Fabio Fognini por un difícil 6-4 y 7-5 para acceder a cuartos de final del torneo madrileño en el que se enfrentó al suizo Roger Federer, en una repetición de la final de Indian Wells, a quien batió en un luchado duelo por 3-6, 7-6(11), 6-4 en 2 horas y 11 minutos tras salvar 2 puntos de partido en el juego decisivo del segundo set, accediendo a su tercera semifinal consecutiva del torneo madrileño, ahí fue eliminado por Novak Djokovic en otra dura batalla por 7-6(2) y 7-6(4) en 2 horas y 22 minutos. En el Masters de Roma cayó sorpresivamente en segunda ronda ante el español Fernando Verdasco por 6-4, 4-6 y 7-5.
Tras esto comenzó el segundo Grand Slam del año: Roland Garros donde fue el cuatro cabeza de serie y también uno de los candidatos al título junto a Rafael Nadal y Novak Djokovic. Fue de menos a más en este torneo, en primera ronda venció a Tommy Paul por 6-4, 4-6, 7-6(5) y 6-2, en segunda ronda volvió a ganar en cuatro mangas esta vez ante Alexander Bublik por 6-3, 6-7(6), 6-3 y 7-5, en tercera ronda volvió a necesitar 4 sets, esta vez para vencer al uruguayo Pablo Cuevas por 6-3, 4-6, 6-2 y 7-5 mostrando un juego irregular en sus primeros 3 partidos. Ya en la cuarta ronda mostró más solvencia y venció al número 17 del mundo Gaël Monfils en sets corridos por 6-4, 6-4 y 6-2 en solo 1 hora y 48 minutos. En cuartos de final se enfrentó al ruso Karen Jachánov en un partido que se supondría parejo, Thiem arrasó con el ruso y lo batió por un claro 6-2, 6-4 y 6-2 en solo 1 hora y 47 minutos en un duelo que tuvo que posponerse un día debido a las condiciones climáticas para alcanzar su cuarta semifinal consecutiva en el torneo. Allí se enfrentó al serbio y número 1 del mundo Novak Djokovic, quien venía con un récord de no haber perdido un partido de Grand Slam en más de un año, habiendo ganado 26 partidos consecutivos. Después de un duro partido de 4 horas y 13 minutos que se disputó durante dos días entre el viernes 7 y el sábado 8 de junio, logró la victoria después de mucha lucha por 6-2, 3-6, 7-5, 5-7 y 7-5 en 4 horas y 18 minutos para avanzar a su segunda final de Grand Slam, ráfagas de tormenta y viento, después de perder dos puntos de partido en el 5-4 del quinto set y en un duelo que se vio interrumpido varias veces debido a la lluvia. En la final por el título se vio la caras nuevamente contra el 11 veces campeón en París y n.º 2 del mundo Rafael Nadal, quien lo venció fácilmente en la final de 2018. Para esta nueva confrontación, Nadal tuvo un día extra de descanso (Thiem recién ayer había terminado su partido con Djokovic). Hasta el final del segundo set estaba siendo un partido competitivo con un gran nivel de ambos e incluso logró arrebatarle el set al español, luego en los dos siguientes el austríaco bajo su nivel y más el alza de Nadal perdió en cuatro sets por un marcador de 3-6, 7-5, 1-6 y 1-6 después de un partido muy reñido de 3 horas y 1 minuto quedando por segundo año consecutivo a un paso de tocar el cielo en París.
Tras tres semanas de descanso, empezó su gira de césped directamente en Wimbledon como quinto cabeza de serie, siendo eliminado tan pronto como ingresó por el cañonero estadounidense Sam Querrey en cuatro sets por 7-6(4), 6-7(1), 3-6, 0-6. A finales de julio, jugó el ATP 500 de Hamburgo, en primera ronda venció a Pablo Cuevas 6-3 y 7-6(3), y en segunda ronda venció a Márton Fucsovics por 7-5 y 6-1, en cuartos de final fue eliminado por el ruso Andrey Rublev por 6-7(3), 6-7(5). A la semana siguiente, jugó el ATP 250 de Kitzbühel en su natal Austria; en segunda ronda venció a su compatriota Sebastian Ofner por 6-3 y 6-2, en cuartos de final venció al español Pablo Andújar por 7-6(4) y 6-4, en semifinales venció al italiano Lorenzo Sonego por 6-3, 7-6(6) y en la final derrotó a Albert Ramos por 7-6(0) y 6-1 ganando el torneo por primera vez y sin ceder un set logrando su tercer título de la temporada y decimocuarto de su carrera.
A la semana siguiente empezó su gira por canchas duras norteamericanas con el Masters de Montreal en el que fue segundo cabeza de serie tras las bajas de Novak Djokovic y Roger Federer. En la segunda ronda logró su primera victoria en seis apariciones en el torneo canadiense al batir al local Denis Shapovalov por 6-3, 3-6 y 6-3, luego derrotó a Marin Čilić por 7-6(7) y 6-4 en tercera ronda antes de caer de forma categórica en los cuartos de final contra Daniil Medvedev por 3-6 y 1-6. Disminuido por una gripe, decidió bajarse del Masters de Cincinnati. En el US Open, perdió en la primera ronda contra Thomas Fabbiano por 4-6, 6-4, 3-6, 2-6.
Del 20 al 22 de septiembre, participó en la Laver Cup en Ginebra por segunda vez en su carrera con el equipo europeo. Ganó su primer partido contra Denis Shapovalov por 6-4, 5-7 y 13-11 en el supertiebreak logrando el primer punto para su equipo, pero pierde su segundo partido contra Taylor Fritz por 5-7, 7-6 y 5-10 en el tercer día, así el resto del mundo quedó 11-7 arriba en el marcador y a un solo triunfo de asegurar su primer título, pero Europa logró remontar tras los triunfos de Roger Federer y Alexander Zverev para terminar imponiéndose 13-11 y ganar el torneo por tercera vez consecutiva.
Una semana después comenzó su Gira Asiática con el ATP 500 de Pekín siendo el primer cabeza de serie. En primera ronda venció a Richard Gasquet 6-4, 6-1 y luego a Zhizhen Zhang por 6-3 y 6-1, sin conceder ningún punto de quiebre. En cuartos de final venció al ex n.º 1 del mundo Andy Murray, en dos sets por 6-2 y 7-6(3). Se enfrentó a Karen Khachanov en las semifinales y lo venció en tres sets por 2-6, 7-6(5) y 7-5 a pesar de que el ruso saco para partido al estar 6-2, 5-3 break arriba en el segundo, también con este triunfo se clasificó para las ATP Finals 2019 avanzando a su quinta final del año. En el duelo por el título derrotó al griego Stéfanos Tsitsipás en tres sets por 3-6, 6-4 y 6-1 para ganar su cuarto título de la temporada, su primer título ATP en Asia y el y 15.º título de su carrera.
Apenas sin descanso, jugó el Masters de Shanghái, empezó con triunfos en sets corridos sobre Pablo Carreño y Nikoloz Basilashvili para alcanzar los cuartos de final por primera vez en Shanghái, donde perdió en 2 sets contra el italiano Matteo Berrettini por 6-7(8), 4-6 poniendo fin a una racha de 7 victorias consecutivas en Asia.
Tras una semana de descanso, empezó su gira indoor (bajo techo) en el ATP 500 de Viena como principal cabeza de serie y máximo favorito. En primera derrotó al experimentado francés Jo-Wilfried Tsonga ganando por 6-4 y 7-6(2), en segunda ronda se enfrentó a otro experimentado del circuito, el español Fernando Verdasco, lográndolo vencer por primera vez (tras haber caído en sus 4 duelos disputados) por 3-6, 6-3 y 6-2. En cuartos de final se enfrentó a Pablo Carreño y el español se retiró por lesión cuando Thiem estaba 5-0 arriba así el austriaco por fin pasó la barrera de cuartos de final en 9 participaciones en el torneo local, en semifinales se enfrentó a Matteo Berrettini, Dominic se cobró revancha de lo sucedido en Shanghái hace unas semanas atrás y lo venció en 3 sets por 3-6, 7-5, 6-3 para acceder a su primera final en Viena, donde venció a Diego Schwartzman en 3 sets por 3-6, 6-4 y 6-3 para conquistar el torneo vienense por primera vez logrando su 5.º título de la temporada y 16.º de su carrera. También se convirtió en el primer jugador austríaco en ganar los dos torneos locales (Kitzbühel y Viena) en el mismo año y también se convirtió en el jugador más exitoso de la temporada con 5 títulos.
Apenas sin descanso, acudió a jugar el último Masters 1000 del año: París-Berçy, al ser quinto cabeza de serie quedó exento de la primera ronda, en segunda ronda luchó para vencer a Milos Raonic en 3 sets por 7-6(5), 5-7 y 6-4, salvando notablemente 9 puntos de quiebre. Pero fue eliminado en los octavos de final ante el búlgaro Grigor Dimitrov por 3-6, 2-6 en solo 1 hora y 12 minutos.
En la segunda semana de noviembre, comenzó el torneo que le da fin a la temporada: el ATP Finals, Dominic quedó situado en el Grupo Björn Borg con el serbio Novak Djokovic, el suizo Roger Federer y el italiano Matteo Berrettini. Su debut fue ante Federer, a quien derrotó por 7-5 y 7-5 en 1 hora y 40 minutos firmando logrando su quinto triunfo sobre el suizo en 7 enfrentamientos (liderando el H2H 5-2), posteriormente logró dar la sorpresa al vencer al número 1 del mundo y máximo favorito al título, Novak Djokovic por 6-7(5), 6-3 y 7-6(5) en 2 horas y 47 minutos convirtiéndose en primer clasificado a semifinales (lográndolo por primera vez). Siendo esta la primera victoria de Thiem sobre Djokovic en cancha dura. Ya en el último partido del grupo, acusó el desgaste físico y mental de sus 2 partidos anteriores y cayó ante el eliminado Berrettini por 6-7(3), 3-6 en 1 hora y 16 minutos, de todas maneras terminó primero en el Grupo. En semifinales venció al campeón defensor y alemán Alexander Zverev por 7-5 y 6-3 para acceder a la final del torneo donde perdió ante el griego Stefanos Tsitsipas por 7-6(6), 2-6 y 6-7(4) en 2 horas 38 minutos.

### 2024-2025, altibajos y retiro
En su último partido de su carrera profesional, Thiem jugó contra Luciano Darderi por la primera ronda del Vienna Open, donde perdería por 6-7 2-6.
El 7 de agosto de 2025, ya retirado del circuito profesional, se proclama subcampeón del Torneo Tenis Playa, perdiendo en la final (6-4,6-4) contra el tenista francés Richard Gasquet.

## Estilo de juego
Thiem es principalmente un jugador de línea de base agresivo que es experto en la defensa también. Sus golpes de fondo son sólidos en ambas alas, con un potente golpe de derecha y un revés tenaz y poderoso con una sola mano. Es notablemente uno de los pocos jugadores jóvenes del circuito que usa un revés a una mano. Según Thiem, cambió a su famoso revés a una sola mano por consejo de su entrenador.
Su revés puede manejar de manera efectiva una bola alta que rebota, lo que ha sido un gran problema para un montón de jugadores individuales, incluido Roger Federer. Thiem a menudo usa golpes de fondo fuertes y penetrantes para construir puntos y golpear a los ganadores o sobrevivir a sus oponentes. Él tiene una larga recuperación en ambas alas, y el giro superior que produce en sus golpes de fondo le permite atacar y defender bien. Thiem también posee un fuerte servicio, capaz de alcanzar 145 millas por hora (233 kilómetros por hora).
Thiem tiene voleas sólidas, aunque no son una arma importante en su juego. A menudo solo llega a la red para rematar puntos con una sola volea, aunque se sabe que ocasionalmente también sirve y volea, especialmente cuando juega en tierra batida y sirve desde el lado del adversario al revés de su oponente. Thiem a menudo emplea un servicio con quick o topspin para su primer y segundo servicio, lo que resulta en un servicio relativamente lento, pero que obliga a sus oponentes a retroceder.
Comparado con los jugadores más jóvenes en la gira de ATP, Thiem usa un juego de línea de fondo prolongado y una cuidadosa construcción de puntos para ganar. Su estilo de juego, particularmente la larga recuperación de sus golpes de fondo, la capacidad de mantener largos rallies de línea de base y servicios de giro superior han beneficiado en gran medida su juego de arcilla, donde ha tenido más éxito (ganando 7 de sus 9 títulos de ATP) . Ha vencido a muchos grandes jugadores de arcilla en tierra batida antes, en especial a Nicolás Almagro y Rafael Nadal en camino a su título del Abierto de Argentina en 2016, así como también a Stan Wawrinka en el Masters de Madrid 2014 y Federer en el Masters de Roma 2016. Su juego mental también ha sido elogiado, especialmente su porcentaje de victorias por desempate.

## Clasificación histórica

### Singles
| Torneos de Grand Slam                                                                                   |                 |                 |                 |                 |                 |             |              |              |              |              |                 |                 |              |         |         |         |  |
| Abierto de Australia                                                                                    | A               | A               | A               | 2R              | 1R              | 3R          | 4R           | 4R           | 2R           | F            | 4R              | A               | 1R           | 0 / 9   | 19–9    | 68%     |  |
| Roland Garros                                                                                           | A               | A               | A               | 2R              | 2R              | SF          | SF           | F            | F            | CF           | 1R              | 1R              | 1R           | 0 / 10  | 28–10   | 74%     |  |
| Wimbledon                                                                                               | A               | A               | A               | 1R              | 2R              | 2R          | 4R           | 1R           | 1R           | ND           | A               | A               | 1R           | 0 / 7   | 5–7     | 48%     |  |
| Abierto de los Estados Unidos                                                                           | A               | A               | A               | 4R              | 3R              | 4R          | 4R           | CF           | 1R           | G            | A               | 1R              | 2R           | 1 / 9   | 23–8    | 76%     |  |
| Ganados–Perdidos                                                                                        | 0–0             | 0–0             | 0–0             | 5–4             | 4–4             | 11–4        | 14–4         | 14–4         | 7–4          | 17–2         | 3–2             | 0–2             | 1–4          | 1 / 35  | 75–34   | 70%     |  |
| Torneo de maestros                                                                                      |                 |                 |                 |                 |                 |             |              |              |              |              |                 |                 |              |         |         |         |  |
| ATP Finals                                                                                              | No se clasificó | No se clasificó | No se clasificó | No se clasificó | No se clasificó | RR          | RR           | RR           | F            | F            | No se clasificó | No se clasificó |              | 0 / 5   | 9–10    | 47%     |  |
| Representación nacional                                                                                 |                 |                 |                 |                 |                 |             |              |              |              |              |                 |                 |              |         |         |         |  |
| Juegos Olímpicos                                                                                        | NC              | A               | No Celebrado    | No Celebrado    | No Celebrado    | A           | No Celebrado | No Celebrado | No Celebrado | No Celebrado | A               | No Celebrado    | No Celebrado | 0 / 0   | 0–0     | 0%      |  |
| Austria                                                                                                 | A               | A               | A               | Z1              | Z1              | Z1          | Z1           | PO           | Z1           | ND           | A               | A               |              | 0 / 1   | 9–4     | 69%     |  |
| ATP Cup                                                                                                 | Inexistente     | Inexistente     | Inexistente     | Inexistente     | Inexistente     | Inexistente | Inexistente  | Inexistente  | Inexistente  | RR           | RR              | A               | ND           | 0 / 2   | 2–3     | 40%     |  |
| ATP Tour Masters 1000                                                                                   |                 |                 |                 |                 |                 |             |              |              |              |              |                 |                 |              |         |         |         |  |
| Indian Wells                                                                                            | A               | A               | A               | 3R              | 1R              | 4R          | CF           | 3R           | G            | ND           | A               | A               | 1R           | 1 / 7   | 14–6    | 70%     |  |
| Miami                                                                                                   | A               | A               | A               | 2R              | CF              | 4R          | 2R           | A            | 2R           | ND           | A               | A               | 1R           | 0 / 6   | 7–6     | 54%     |  |
| Montecarlo                                                                                              | A               | A               | A               | 1R              | 1R              | 3R          | 3R           | CF           | 3R           | ND           | A               | A               | 2R           | 0 / 7   | 7–7     | 50%     |  |
| Madrid                                                                                                  | A               | A               | A               | 3R              | A               | 1R          | F            | F            | SF           | ND           | SF              | 1R              | 2R           | 0 / 8   | 17–7    | 73%     |  |
| Roma | A               | A               | A               | A               | 3R              | CF          | SF           | 2R           | 2R           | A            | 3R              | 1R              |              | 0 / 7   | 9–7     | 56%     |  |
| Canadá                                                                                                  | A               | A               | A               | 1R              | 1R              | 2R          | 2R           | 2R           | CF           | ND           | A               | A               |              | 0 / 6   | 2–6     | 20%     |  |
| Cincinnati                                                                                              | A               | A               | A               | 1R              | 1R              | CF          | CF           | A            | A            | 2R           | A               | A               |              | 0 / 5   | 3–5     | 37%     |  |
| Shanghái                                                                                                | A               | A               | A               | 2R              | 2R              | A           | 2R           | 2R           | CF           | No Disputado | No Disputado    | No Disputado    |              | 0 / 5   | 4–5     | 47%     |  |
| París                                                                                                   | A               | A               | A               | 2R              | 2R              | 2R          | 3R           | SF           | 3R           | A            | A               | A               |              | 0 / 6   | 7–6     | 53%     |  |
| Ganados–Perdidos                                                                                        | 0–0             | 0–0             | 0–0             | 7–7             | 8–8             | 10–8        | 14–9         | 9–7          | 14–7         | 0–1          | 4–2             | 0–2             | 2–4          | 1 / 56  | 69–55   | 56%     |  |
| ATP Tour 500                                                                                            |                 |                 |                 |                 |                 |             |              |              |              |              |                 |                 |              |         |         |         |  |
| Róterdam                                                                                                | A               | A               | A               | 2R              | 2R              | A           | CF           | A            | A            | A            | A               | A               | A            | 0 / 3   | 4–3     | 57%     |  |
| Rio de Janeiro                                                                                          | Inexistente     | Inexistente     | Inexistente     | A               | A               | SF          | G            | CF           | 1R           | CF           | ND              | A               | 1R           | 1 / 6   | 12–5    | 71%     |  |
| Acapulco                                                                                                | A               | A               | A               | Q2              | A               | G           | CF           | CF           | A            | A            | A               | A               | A            | 1 / 3   | 9–2     | 82%     |  |
| Dubái                                                                                                   | A               | A               | A               | A               | 1R              | A           | A            | A            | A            | A            | 1R              | A               | A            | 0 / 2   | 0–2     | 0%      |  |
| Barcelona                                                                                               | A               | A               | A               | 3R              | 1R              | A           | F            | CF           | G            | ND           | A               | A               | A            | 1 / 5   | 13–4    | 76%     |  |
| Halle                                                                                                   | ATP 250         | ATP 250         | ATP 250         | ATP 250         | 1R              | SF          | 2R           | 2R           | A            | ND           | A               | A               |              | 0 / 4   | 4–4     | 50%     |  |
| Queen's                                                                                                 | ATP 250         | ATP 250         | ATP 250         | ATP 250         | A               | A           | A            | A            | A            | ND           | A               | A               |              | 0 / 0   | 0–0     | -       |  |
| Hamburgo                                                                                                | A               | A               | A               | 3R              | A               | A           | A            | CF           | CF           | A            | A               | A               |              | 0 / 3   | 6–3     | 67%     |  |
| Washington                                                                                              | A               | A               | A               | A               | A               | A           | 3R           | A            | A            | ND           | A               | A               |              | 0 / 1   | 1–1     | 50%     |  |
| Pekín                                                                                                   | A               | A               | A               | A               | 1R              | 1R          | A            | A            | G            | No disputado | No disputado    | No disputado    |              | 1 / 3   | 5–2     | 71%     |  |
| Tokio                                                                                                   | A               | A               | A               | 1R              | A               | A           | 1R           | A            | A            | No disputado | No disputado    | A               |              | 0 / 2   | 0–2     | 0%      |  |
| Basilea                                                                                                 | A               | A               | A               | 1R              | 2R              | A           | A            | A            | A            | No disputado | No disputado    | A               |              | 0 / 2   | 1–2     | 33%     |  |
| Viena                                                                                                   | 2R              | 2R              | CF              | 1R              | 1R              | 2R          | 2R           | CF           | G            | CF           | A               | 2R              |              | 1 / 10  | 15–9    | 63%     |  |
| Ganados–Perdidos                                                                                        | 1–1             | 1–1             | 2–1             | 5–6             | 2–7             | 11–4        | 15–6         | 11–6         | 17–2         | 4–2          | 0–1             | 1–1             | 0–1          | 5 / 45  | 71–40   | 65%     |  |
| Estadísticas                                                                                            |                 |                 |                 |                 |                 |             |              |              |              |              |                 |                 |              |         |         |         |  |
| | 2011            | 2012            | 2013            | 2014            | 2015            | 2016        | 2017         | 2018         | 2019         | 2020         | 2021            | 2022            | 2023         | T/P     | G–P     | %       |  |
| Torneos                                                                                                 | 3               | 2               | 2               | 23              | 29              | 27          | 27           | 17           | 21           | 7            | 8               | 16              |              | 188     | 188     | 188     |  |
| Títulos                                                                                                 | 0               | 0               | 0               | 0               | 3               | 4           | 1            | 3            | 5            | 1            | 0               | 0               |              | 17      | 17      | 17      |  |
| Finales                                                                                                 | 0               | 0               | 0               | 1               | 3               | 6           | 3            | 5            | 7            | 3            | 0               | 0               |              | 28      | 28      | 28      |  |
| G-P en Dura                                                                                             | 1–2             | 1–1             | 2–1             | 10–14           | 14–16           | 26–15       | 21–19        | 23–10        | 26–11        | 19–7         | 5–4             | 11–7            |              | 6 / 98  | 160–107 | 60%     |  |
| G-P en Tierra batida                                                                                    | 0–1             | 0–1             | 2–1             | 12–7            | 20–8            | 25–7        | 24–5         | 30–8         | 23–7         | 6–2          | 4–4             | 7–9             |              | 10 / 65 | 153–60  | 72%     |  |
| G-P en césped                                                                                           | 0–0             | 0–0             | 0–0             | 0–2             | 2–4             | 7–2         | 4–3          | 1–2          | 0–1          | 0–0          | 0–1             | 0–0             |              | 1 / 16  | 14–15   | 48%     |  |
| G-P en general                                                                                          | 1–3             | 1–2             | 4–2             | 22–23           | 36–28           | 58–24       | 49–27        | 54–20        | 49–19        | 25–9         | 9–9             | 18–16           |              | 327–182 | 327–182 | 327–182 |  |
| Victorias (%)                                                                                           | 25%             | 33.33%          | 66.67%          | 48.89%          | 56.25%          | 70.73%      | 64.47%       | 72.97%       | 72.06%       | 73.53%       | 50%             | 52.94%          |              | 64.24%  | 64.24%  | 64.24%  |  |
| Leyenda: G: Torneo ganado; F: Finalista; SF: Semifinalista; CF: Cuartos de final; G-P: Ganados-Perdidos |                 |                 |                 |                 |                 |             |              |              |              |              |                 |                 |              |         |         |         |  |

## Ranking ATP al final de la temporada
| Año                     | 2010 | 2011 | 2012 | 2013 | 2014 | 2015 | 2016 | 2017 | 2018 | 2019 | 2020 | 2021 |
| Ranking en individuales | 921  | 346  | 309  | 139  | 39   | 20   | 8    | 5    | 8    | 4    | 3    | 15   |